# 日本の降伏

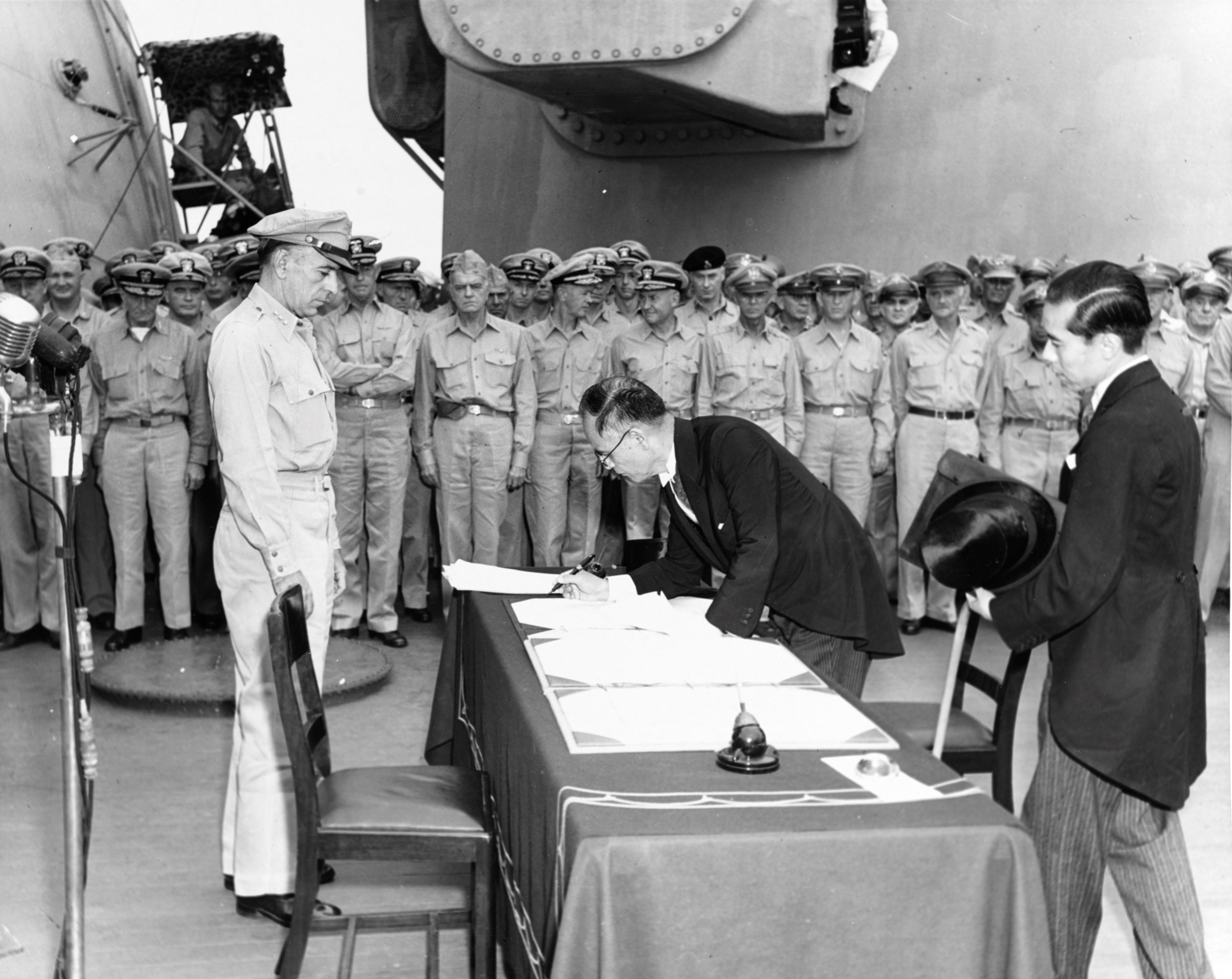
1945年9月2日、戦艦「ミズーリ」艦上でリチャード・サザランド中将が見守る中、降伏文書に署名する重光葵外務大臣。右は随行の加瀬俊一

日本の降伏（にほんのこうふく）とは、通常、第二次世界大戦（太平洋戦争）末期の日本による、連合国（実質的にはアメリカ合衆国）のポツダム宣言受諾（1945年8月10日）から、玉音放送及び日本軍の戦闘停止（8月15日）、降伏文書署名（9月2日）に至るまでの過程を指す。以下、日本及びその各占領地における経過を説明する。

## ポツダム宣言受諾までの経緯

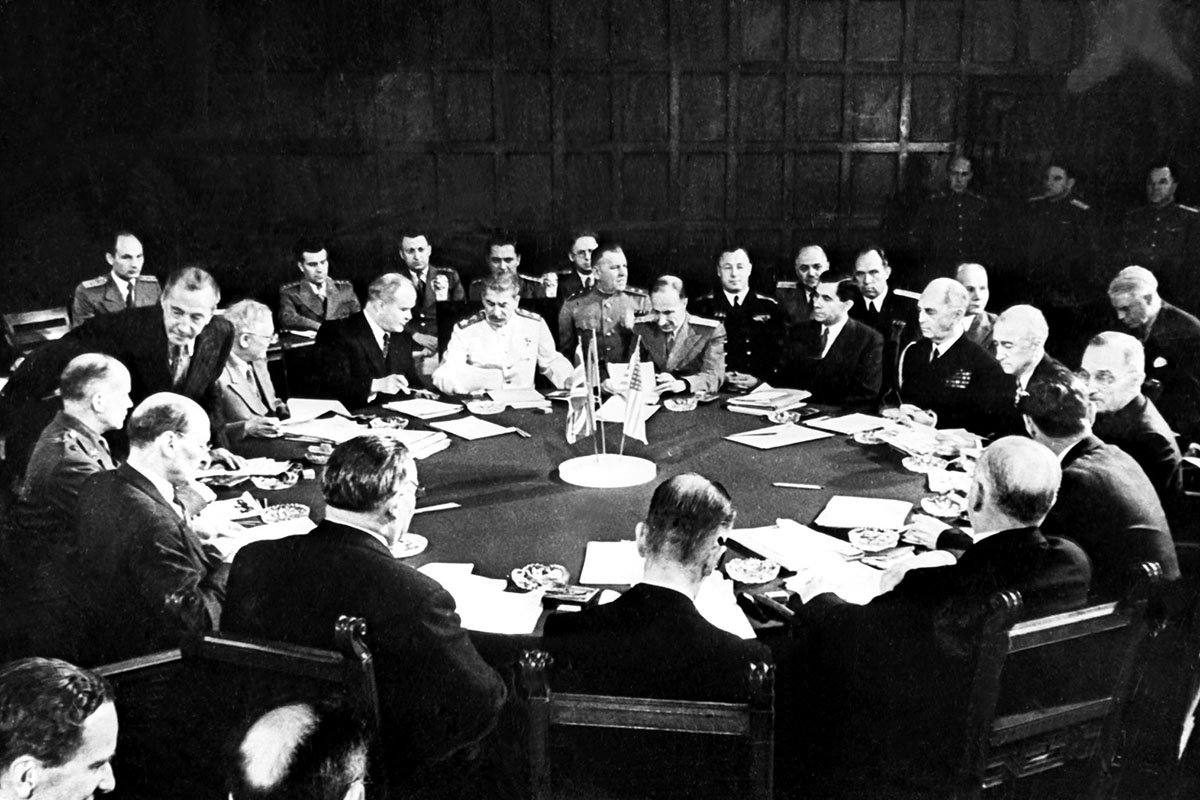
ポツダム会談の様子。写真には、クレメント・アトリー、アーネスト・ベヴィン、ヴャチェスラフ・モロトフ、ヨシフ・スターリン、ウィリアム・リーヒ、ジェームズ・F・バーンズ及びハリー・S・トルーマンを含む

1944年（昭和19年）7月、サイパンの戦いでサイパン島が陥落すると、岸信介国務大臣兼軍需次官（開戦時は商工大臣）が東條英機首相に「本土爆撃が繰り返されれば必要な軍需を生産できず、軍需次官としての責任を全うできないから講和すべし」と進言した。これに対し東條は岸に「ならば辞職せよ」と迫った。ところが、岸は東條配下の憲兵隊の脅しにも屈せず、辞職要求を拒否し続けたため、閣内不一致は明白となり、「東條幕府」とも呼ばれた開戦内閣ですら、内閣総辞職をせざるを得なくなった。
しかしながら、憲兵隊を配下に持ち陸軍最大の権力者でもある東條が内閣総辞職して、後継内閣の背後に回ったため、その後の内閣も戦争を無理矢理継続せざるを得ず、岸が半ば命を懸けて訴えた停戦講和の必要性すら公然と検討しにくいという状態が続いた。1944年（昭和19年）以降の連合国軍の反攻による日本本土空襲は時間の問題であったため、戦争終結への動きは、この後も水面下で続いた。
東條内閣の後継となった小磯内閣は、本土決戦を準備しつつも、和平工作を秘密裏に模索した。元陸相宇垣一成を大陸に派遣し、中華民国重慶国民政府との和平交渉を打診した。そしてサイパンが陥落し、本土への連合国軍による空襲が本格化した1945年（昭和20年）3月には、南京国民政府高官でありながら、既に重慶政府と通じていることが知られていた繆斌を日本に招き、和平の仲介を依頼した。ところが、重光葵外相が彼を信用せず、小磯国昭首相と対立し、これも閣内不一致で総辞職となった。
この間の1945年2月、近衛文麿元首相を中心としたグループは、戦争がこれ以上長期化すれば「ソビエト連邦軍による占領及び『日本の赤化』を招く」という危険性を訴えた上で、戦争の終結を求める「近衛上奏文」を昭和天皇に献言した。ところが、天皇はこれを却下し、この工作を察知した憲兵隊により、吉田茂・岩淵辰雄・殖田俊吉ら、いわゆる「ヨハンセングループ」が逮捕された。こうして軍・政・官は、「国体護持」を主張しつつ、もはや勝利の見通しの全く立たなくなった戦争を、更に特攻隊まで編成して、無謀な戦闘を継続させた。
1945年4月7日に成立した鈴木貫太郎内閣の東郷茂徳外相は、日ソ中立条約が翌年4月には期限が切れても、それまでは有効なはずであったことから、ソビエト連邦を仲介役として和平交渉を行おうとした。東郷個人はスターリンが日本を「侵略国」と呼んでいること（1944年革命記念日演説）から、連合国との和平交渉の機会を既に逸したと見ていたものの、陸軍が日ソ中立条約の終了時、もしくはそれ以前の赤軍の満州への侵攻を回避するための外交交渉を望んでいたため、ソ連が日本と連合国との和平を仲介すると言えば、軍部もこれを拒めないであろうという事情、また逆にソ連との交渉が破綻すれば、日本が外交的に孤立していることが明らかとなり、大本営も実質上の降伏となる条件を受け入れざるをえないであろうという打算があったとされている。かつて東郷自身、駐ソ大使としてモスクワでノモンハン事件を処理し、停戦と不可侵条約を実現させたという成功体験も背景にあったとされる。
翌5月、最高戦争指導会議構成員会合（首相・陸相・海相・外相・陸軍参謀総長・海軍軍令部総長の6人）において東郷は、ソ連の参戦防止及び中立を確約させるための外交交渉を行なうという合意を得た。当初、これには戦争終結も目的として含まれていて、ソ連による仲介の代償として南樺太と千島列島の北半分、さらに満州の鉄道網を引き渡すことまで決めていた。しかし、阿南惟幾陸相が「本土を失っていない日本はまだ負けていない」と反対したため、上記2項目のみを目的とすることとなった。東郷は、かつての上司であった広田弘毅元首相をヤコフ・マリク駐日ソ連大使とソ連大使館（当時強羅ホテルに疎開中）などで会談させたが、戦争終結のための具体的条件や「戦争終結のための依頼」であることを明言しなかったため、何ら成果はなかった。
その上、6月6日、最高戦争指導会議構成員会合で「国体護持と皇土保衛」のために戦争を完遂するという「今後採ルヘキ戦争指導ノ基本大綱」が採択され、それが御前会議で正式決定されたため、日本側からの早期の戦争終結は、少なくとも表面上は全く不可能となった。にもかかわらず、矛盾する事に木戸幸一内相と東郷外相、及び米内光政海相は、第二次世界大戦の際限ない長期化を憂慮して、ソ連による和平の斡旋へと動き出した。木戸からソ連の斡旋による早期戦争終結の提案を受けた昭和天皇は、これに同意し、6月22日の御前会議でソ連に和平斡旋を速やかに行うよう政府首脳に要請した。
しかし、東郷による広田・マリク会談は、それまでと同様、何ら進展しなかった。ただし広田は、1932年（昭和7年）のリットン報告書のことを考えれば遅きに失した感はあるが、マリクとの最後の会談で、和平斡旋の条件として満州国を中立化することをソ連に提案している。しかし、マリクは「政府上層部で真剣に考慮されるだろう」と回答しただけであった。7月7日、これを伝え聞いた天皇は、東郷に「親書を持った特使を派遣してはどうか」と述べた。そこで東郷は近衛に特使を依頼し、7月12日、近衛は天皇から正式に特使に任命された。外務省は、モスクワの駐ソ日本大使館を通じて、特使派遣と和平斡旋の依頼を外務人民委員部に伝えることとなった。
しかしながら、日本の思惑とは裏腹に、既にスターリンは1945年（昭和20年）2月のヤルタ会談において、ヨーロッパでの戦勝の日から3ヶ月以内に対日宣戦することで英米と秘密裏に合意しており、それとは矛盾する日本政府からの中立の要請や、戦争の停戦講和の依頼など受けるつもりはもとよりなかった。5月から6月にかけて、ポルトガルやスイスにある在外公館の陸海軍駐在武官から、ソ連の対日参戦についての情報が日本に送られたり、モスクワから帰国した陸軍駐在武官補佐官の浅井勇中佐から「シベリア鉄道におけるソ連兵力の極東方面への移動」が関東軍総司令部に報告されたりしていたが、これらの決定的に重要な情報は全て、軍部と外務省の間では不都合であったため真剣に共有されなかったか、重要性に気付かれないまま捨て置かれた。
1945年7月、ソ連は、ベルリン郊外のポツダムにおいてポツダム会談を主催し、イギリスとアメリカ合衆国、中華民国の首脳会談によるポツダム宣言に同意する。その際、ソ連への近衛による和平工作について、米英と協議し、ソ連は対日宣戦布告まで日本政府の照会を放置することとした。
他方、日本政府は、なおもソ連による和平仲介に期待し続けた。これを受けた東郷は最高戦争指導会議と閣議において、「本宣言は有条件講和であり、これを拒否する時は極めて重大なる結果を惹起する」と発言した。鈴木貫太郎首相は記者会見で7月28日に「政府としては重大な価値あるものとは認めず黙殺し、断固戦争完遂に邁進する」と述べ、本土決戦に備えた。 
しかし、8月6日に広島市への原子爆弾投下、8月9日未明に日ソ中立条約を結んでいたソ連が突然条約を破棄し対日参戦、同日午前11時に長崎市への原子爆弾投下が相次いで起き、絶望的状況に陥った。原爆とソ連参戦のどちらが決め手だったのか、原爆投下にソ連への牽制目的があったのかなどは論争になっており、結論が出ていないが、戦後日本ではマルクス主義史学の影響力が強かったこともありソ連参戦説が主流とされる。いずれにせよ、日本にはポツダム宣言の受諾による降伏を受け入れる以外の選択肢は無くなった。（参照：無条件降伏）

### 海上封鎖による経済的困窮
上記の要因に加え、日本の継戦能力を物理的に枯渇させたのが、アメリカ軍による海上封鎖であった。島国である日本の経済は、石油、鉄鉱石、ボーキサイト、食糧といった重要物資の輸入に依存していたが、アメリカ海軍の潜水艦による通商破壊と、B-29による飢餓作戦（機雷封鎖）によって、シーレーンは1945年初頭にはほぼ完全に寸断されていた。
1945年3月から8月にかけての石油製品の平均輸入量は月間わずか700キロリットルであり、開戦時の約200分の1以下に激減した。これにより、海軍の連合艦隊は燃料不足から事実上行動不能となり、航空機の生産や稼働も著しく制限された。また、鉄鋼生産量はピーク時の1割以下に落ち込み、兵器生産は麻痺状態に陥った。食糧輸入の途絶も国民生活を圧迫し、政府はドングリやカタツムリの食用を奨励するほどであった。
この経済的・軍事的な窒息状態は、仮に原子爆弾の投下やソ連の参戦がなかったとしても、日本の降伏が時間の問題であったことを示唆している。終戦時、米内光政海軍大臣も海上輸送の壊滅こそが敗因の一つであると回顧している。

### アメリカの終戦工作
1943年1月24日、モロッコのカサブランカで行われたカサブランカ会談終了後の記者会見でフランクリン・ルーズベルト米大統領は、枢軸国に対し無条件降伏を要求することを明らかにした。ルーズベルトの急死後、大統領の職を継いだハリー・S・トルーマンも無条件降伏を継承したことから、戦争の終わり方は明らかであった。
アメリカでは、6月18日に開かれた対日戦略会議において、日本本土上陸作戦、「ダウンフォール作戦」の実施が決定され、それを構成するものとして、上陸作戦第一段階の「オリンピック作戦（南九州上陸作戦）」の実施が11月1日、第二段階の「コロネット作戦（関東平野上陸作戦）」の実施を翌46年3月1日とした。
この場において、トルーマンはポツダム会談の時にソ連と日本に対して降伏宣言の発出時期を調整するとした。そのためか、このポツダム会談開催時期はソ連対日参戦前の7月中旬となる。
また、降伏を促進する方法に、1945年2月11日に行われたヤルタ会談の場において、ルーズベルトとヨシフ・スターリンとの間で行われた「ヤルタ密約」（ヤルタ密約では千島列島をソ連に渡す代わりに、ナチス・ドイツ降伏から2、3か月後にソ連対日参戦の確約がとられた）や、「マンハッタン計画」で開発されていた核兵器が完成しだい、それを使用するなど日本への無条件降伏要求に着実に歩みを進めていた。
だが、ダウンフォール作戦を実施することでのアメリカ側の被害も凄惨なものになることは十分に予想されていた。6月15日、統合参謀本部からの報告書によると、日本本土戦を実施した場合、アメリカ軍の戦死者は4万人にも及ぶとされた。また、ソ連の参戦は戦後、東アジア地域において共産主義の影響力が強まること、核使用も不必要に町を破壊、民間人に多数犠牲が出ることは分かっていたため、人道上に大きな問題がでることは自明の理であった。
そのため、「無条件降伏」から「対日降伏勧告」へアメリカ政府の方針を変更し、発出すべしという議論が盛んになる。合衆国陸海軍最高司令官付参謀長ウィリアム・リーヒ海軍元帥は、先ほどの対日戦略会議において、「あくまで無条件降伏を求めるならば、日本国民を自暴自棄に追いやるだけで、ひいては、わが方の死傷者数を増やすだけであろうということ」と、日本に対しての危機感を表明した。
こうした流れを受け、7月2日、ヘンリー・スティムソン陸軍長官がトルーマンに提出した覚書を元に、「対日宣言草案」（ポツダム宣言の原案となる）が作られた。これは今までの合衆国の方針である「無条件降伏」を変更し（戦後日本を占領することとなる占領軍も、目的が達成され次第撤退するなどとした）、二度と戦争を繰り返さないとしたならば、天皇制維持をも許可するとした。この草案は、ポツダム会談で検討されることとなる。
だが、ポツダム会談開催前から、「天皇制維持」が問題となった。維持そのものがアメリカにとって大きな妥協である以上、これを含んだ宣言は、日本政府がさらなる妥協があるかもしれないと思い、その妥協を引き出すためにいたずらに戦争を長引かせる原因になる可能性があり、また天皇制維持を含んだ宣言が日本政府に拒否されれば、「日本人は奮い立つ一方、アメリカでは恐るべき政治的反響が起こるだろう」と想定された。
また、天皇制維持は6月29日のギャラップ調査にて、日本降伏後に天皇をどうするかという質問に対し、33%が処刑、37%が裁判・終身禁固刑・流刑に処すべしと、アメリカ世論が天皇制維持を許さなかった（天皇制維持派は7%）。
そして、アメリカ政府内でも天皇制維持に強い疑問を持つものも多かった。アーチボルド・マクリーシュ国務次官補が7月6日にバーンズに渡した覚書において次のように将来への不安を唱えた。

たとえ今われわれにとって皇帝〔天皇〕がどんなに有用であろうとも、今から一世代後に皇帝が最大の危険の源泉になるかもしれないという長期的考慮と比較衡量しなければなりません
もし日本人が皇帝を保持することを認められるのであれば命が救われるという議論にも、同じ考慮があてはまります。費やされた命は無駄な犠牲となり、皇位が過去に戦闘的愛国主義者や産業拡張主義者によって利用されたように将来も利用されるのなら、新たな戦争が起き、将来再び命が失われることになるでしょう
--千々石泰明『戦争はいかに終結したか　二度の大戦からベトナム、イラクまで』　129～130ページ
（引用の際、間が著者の記述により空いていたため、そこは改行した。また、注釈は引用者による）

トルーマンが国民政府に対し、ポツダム宣言の最終草案を送付したときには、すでに天皇制維持の部分は削除されていた。
また、議論が大きかったのは降伏宣言の発出のときであった。7月16日にニューメキシコ州のアラモゴードでアメリカが世界で初めて核実験に成功したことにより、これ以上の日本に対する譲歩は考えられなくなった。なので、人道上の問題を見て見ぬふりすれば、本土上陸の際にアメリカ軍に生じる4万の犠牲なしに、ソ連に対して牽制もできるという、戦後アメリカが東アジア地域においてとてつもない可能性を残すからであった。
ここで、ソ連という存在が邪魔なものとなる。テヘラン会談から始まり、ヤルタ密約と対日参戦をソ連に求め続けてきたのに、いざ7月17日にスターリンがトルーマンに対し対日参戦を確約する頃には、その存在が必要なくなってしまっていた。原子爆弾の投下はもはや確実であるから、その影響で日本政府は無条件降伏を呑むだろう、その時ソ連が満州に全軍をもってなだれ込むのは不要であった。
7月26日、事前にソ連の了解を請うことなく、トルーマン、ウィンストン・チャーチル英首相、蔣介石国民政府主席の連名で「日本降伏条件定義の宣言」、俗にいう「ポツダム宣言」を発表した。ここで重要なのは、天皇制維持の保証はなかったものの、この宣言でいう「無条件降伏」が適用されるのは全ての大日本帝国陸海軍人とし、日本国民ではない、日本国家の植民地化を意味することではないとした。また全日本軍人に武装解除後の復員を保証し、占領も日本国民の意思により新しい民主主義的な政府が樹立される間に留まる、植民地の放棄は要求するものの、経済が自立し、実物賠償を払える民主的生産が可能となり、そう遠くない将来には世界規模の自由貿易に参加できる、としたことであった。
が、このポツダム宣言がクレムリンに伝わったのは、この宣言を記者会見で発表した後であった。そのため、宣言にスターリンの署名はない。先に述べたように、ソ連側の了解を事前に得なかった。これらの釈明についてジェームズ・バーンズ国務長官は、ソ連外務人民委員ヴャチェスラフ・モロトフに対し、「（ソ連は日本と戦争していないから、ソ連をポツダム宣言に首を突っ込ませることにより）貴国に迷惑をかけたくなかった」としているが、トルーマンは「軍事顧問たちはソ連が何もしないでわれわれの長い苦しい大きな努力の実りを横取りすることを快く思わなかった」が、モスクワ宣言と国連憲章により参戦が可能とした。が、この宣言と憲章には日本は署名していないし、この憲章は国際法に優先されるとされたが、まだ効力は有していないことから、日ソ中立条約の効力を消すことはありえないことである。
スターリンの署名がないことは、ソ連対日参戦の可能性が少ないと日本側に判断させることにつながった。核使用についても日本政府に事前通告しないとしたから、これも日本の中で戦争継続派の意欲を、原爆投下という衝撃でしか下げられなかったのであった。
8月6日、アメリカ軍は広島に原子爆弾を投下した。翌日の午前1時あたりには、トルーマンが核使用の事実を認めたと日本政府側に伝えられた。9日未明、ソ連が対日参戦した。
8月10日（アメリカ時間）、日本の外務省から、国体護持を条件にポツダム宣言を受諾する旨がアメリカへ届いた。これを受けて会議が開催されることとなる。陸軍長官、ジェームズ・フォレスタル海軍長官、リーヒ海軍元帥は日本側の条件を受け入れるよう訴えたが、バーンズは頑なに受け入れなかった。これを受けてか、トルーマンはアメリカの考えを連合国諸国に問うこととした。「アメリカの考え」とは、受け入れるのか否かどちらかは分からない。
最終的にバーンズは、天皇と日本統治の全ての権限は連合国最高司令官の制限におかれる、とした「バーンズ回答」をトルーマン、英、中、ソの許可を得て11日に日本へ発表した。
14日の午後11時、ワシントンに日本の外務省から緊急打電があった。その内容は、「日本の降伏」であった。国体護持は降伏に際してもうやむやのままであった。結局天皇制維持は、象徴天皇制を定めた日本国憲法公布に落ち着くまで、結論は出なかった。
ソ連攻勢は降伏文書調印式終了後の3日後の9月5日まで終わらなかった。その後もシベリアに抑留された約57万人の内10万を超える日本軍捕虜が亡くなったという。

### ポツダム宣言受諾から玉音放送まで（8月10日-15日）
8月10日

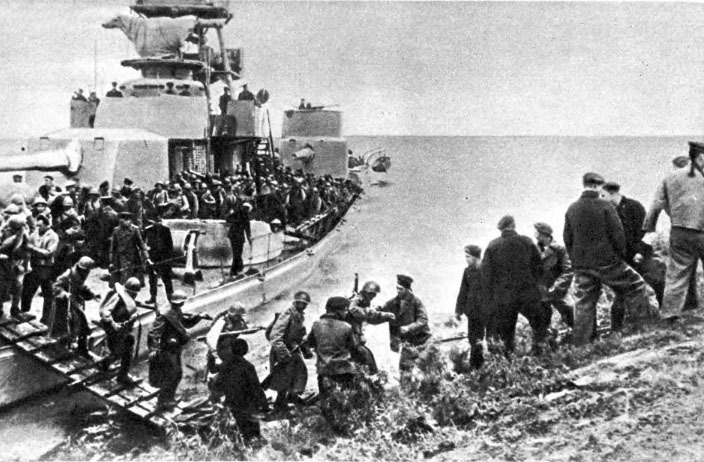
松花江で進軍を続ける赤軍（8月10日）

10日午前0時3分から行われた御前会議での議論では、東郷外相、米内海相、枢密院議長の平沼騏一郎が、天皇の地位の保障のみを条件とするポツダム宣言受諾を主張、それに対し阿南陸相、梅津美治郎参謀総長、豊田副武軍令部総長は、「ポツダム宣言の受諾には多数の条件をつけるべきで、条件が拒否されたら本土決戦をするべきだ」と受諾反対を主張した。
しかし、唯一の同盟国であったドイツは5月に無条件降伏し、イギリスとアメリカ、オーストラリアやカナダ、ニュージーランドなどの連合軍は本土に迫っており、さらに唯一の頼みの綱であったソ連も、先日の開戦により日本本土へ迫っており、南樺太（11日）や千島列島（18日）、北海道上陸さえ時間の問題であった。

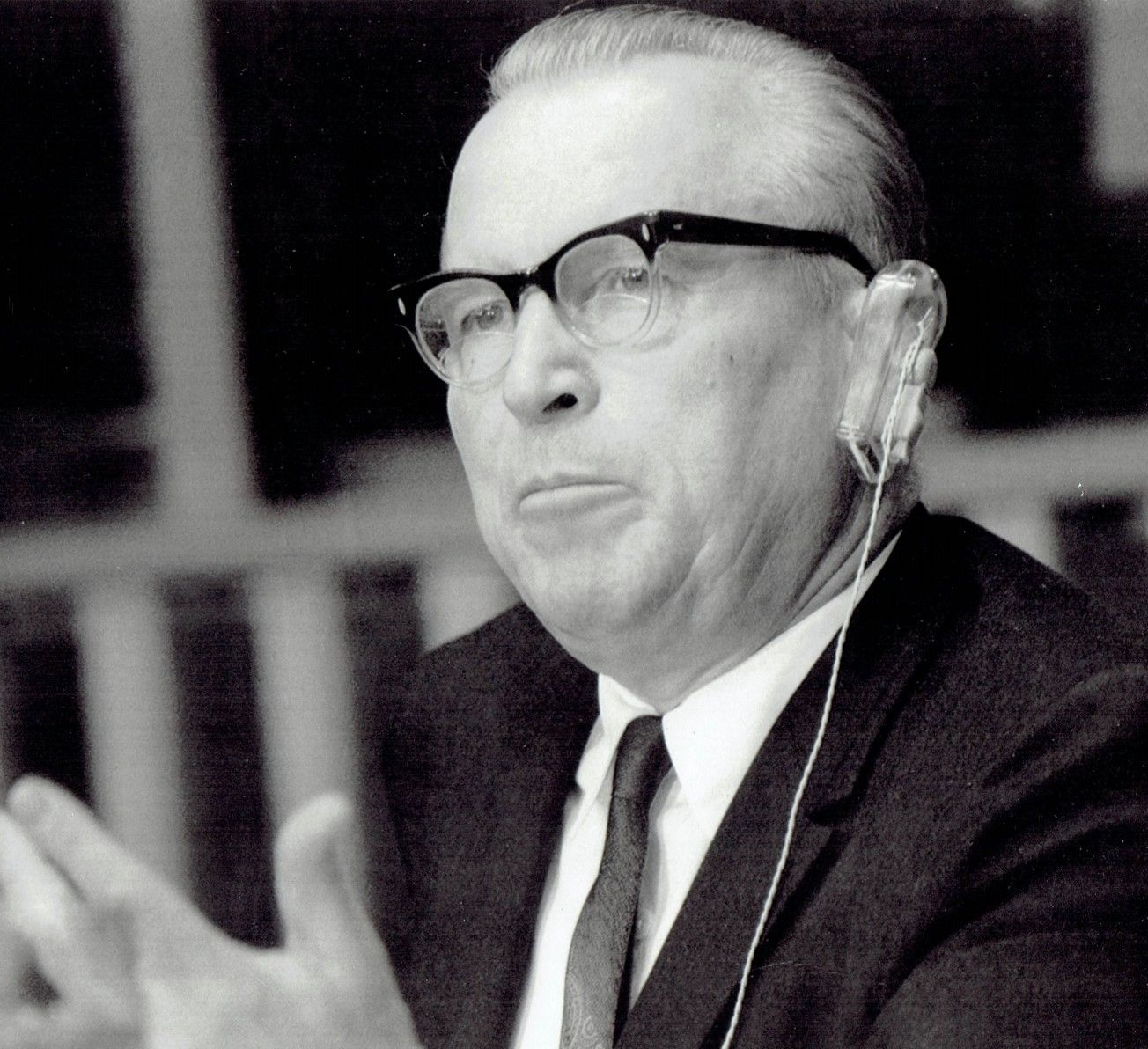
ヤコフ・マリク駐日ソ連大使

ここで鈴木首相が天皇に発言を促し、天皇自身が和平を望んでいることを直接口にしたことにより、御前会議での議論は降伏へと収束し、10日の午前3時から行われた閣議で、ポツダム宣言受託が承認された。
日本政府の首脳陣の中では、最終的に中立国であったソ連の参戦が最終的にポツダム宣言受諾を受託する理由となったが、実際に『昭和天皇実録』に記載されている一連の和平実現を巡る経緯に対し、当時の出席者や歴史学者の伊藤之雄は「（対日中立国の）ソ連参戦がポツダム宣言受諾を最終的に決意する原因だったことが改めて読み取れる」と述べている。
日本政府は、ポツダム宣言受諾により全日本軍が降伏を決定する用意がある事実を、10日の午前8時に海外向け放送を通じ、日本語と英語で3回にわたり放送し、また同盟通信社からモールス通信で交戦国に直接通知が行われた。また加瀬俊一駐スイス公使と岡本季正駐スウェーデン公使より、11日に両国の外務大臣に手渡され、二国を経由して連合国に渡された。これ以降連合国からの回答を待つことになる。なおスウェーデンなど一部の中立国では、ポツダム宣言受諾により全日本軍が降伏を決定する用意がある事実を、「日本が降伏した」と早とちりし、一部マスコミがこれを報じた場合があった。
なお、ソ連大使館側の要請により、10日午前11時から貴族院貴賓室にて東郷とマリクの会談が行われた。その中で、マリクより正式に対日宣戦布告の通知が行われたのに対し、東郷は「日本側はソ連側からの特使派遣の回答を待っており、ポツダム宣言の受諾の可否もその回答を参考にして決められる筈なのに、その回答もせずに何をもって日本が宣言を拒否したとして突然戦争状態に入ったとしているのか」とソ連側を強く批判した。また10日夜には赤軍による南樺太および千島列島（18日）への進攻、つまり沖縄に次ぐ日本固有の領土内での、市民を巻き込んだ市街戦も開始された。
ポツダム宣言は日本政府により正式に受諾の意思があることが表明されたものの、この時点では日本軍や一般市民に対してもそのことは伏せられており、さらに停戦も全軍に対して行われていなかった。それは「ポツダム宣言受諾＝降伏ではない」ことから、完全な停戦を行っていないのはイギリスやアメリカ、ソ連などの連合国も同様であった。なお実際10日にはアメリカ軍により花巻空襲が行われ、家屋673戸、倒壊家屋61戸、死者42名の被害を出した。
8月11日

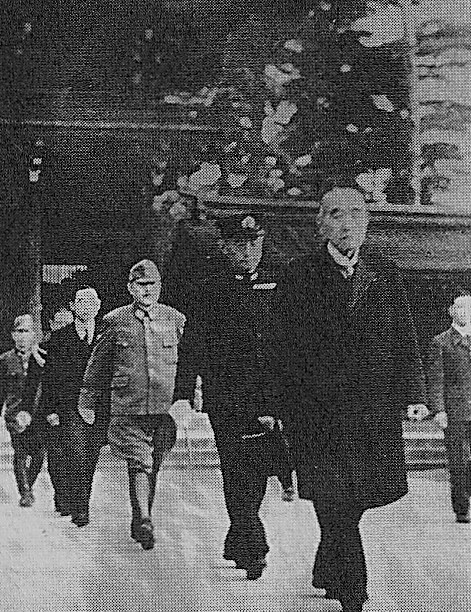
先頭から順に鈴木首相、米内海相、阿南陸相

11日においては日本、連合国の双方の首脳陣において大きな動きはなかった。
8月12日
12日午前0時過ぎに連合国は、日本のポツダム宣言受託の承認を受けて、連合国を代表するものとしてアメリカのジェームズ・F・バーンズ国務長官による日本のポツダム宣言受託への正式な返答、いわゆる「バーンズ回答」を行った。
その回答を一部和訳すると「降伏の時より、天皇及び日本国政府の国家統治の権限は降伏条項の実施の為其の必要と認むる処置を執る連合軍最高司令官に従属（subject to）する」としながらも、「日本の政体は日本国民が自由に表明する意思のもとに決定される」というものであった。この回答の意図は、「天皇の権力は最高司令官に従属するものであると規定することによって、間接的に天皇の地位を認めたもの」であった。また、アメリカ大統領ハリー・S・トルーマンは自身の日記に「彼らは天皇を守りたかった。我々は彼らに、彼を保持する方法を教えると伝えた。」と記している。
しかし、午前中に原文を受け取った参謀本部は、subject toを「隷属する」と曲解して阿南陸相に伝えたため、軍部強硬派が国体護持について再照会を主張し、また「連合国全体ではなくアメリカ1国だけの回答」であることや、「アメリカ大統領ではなく国務長官からの回答」であったこともあり、鈴木首相も再照会について同調した。東郷外相は「（連合国からの）正式な公電が到着していない」と回答して時間稼ぎを行ったが、一時は辞意を漏らすほどであった。
なお、12日朝には皇族に対して、ポツダム宣言受諾承認を天皇から直接伝えられている。にもかかわらず、12日午後には豊田軍令部総長は梅津参謀総長ともに、ポツダム宣言受諾の反対を奏上する。同日米内海相は豊田と大西瀧治郎海軍中将の2人を呼び出した。米内は豊田の行動を「それから又大臣には何の相談もなく、あんな重大な問題を、陸軍と一緒になって上奏するとは何事か。僕は軍令部のやることに兎や角干渉するのではない。しかし今度のことは、明かに一応は、海軍大臣と意見を交えた上でなければ、軍令部と雖も勝手に行動すべからざることである。昨日海軍部内一般に出した訓示は、このようなことを戒めたものである。それにも拘らず斯る振舞に出たことは不都合千万である」と述べ、また大西には「最高戦争指導会議（9日）に、招かれもせぬのに不謹慎な態度で入って来るなんていうことは、実にみっともない。そんなことは止めろ」となどと激しく叱責し、豊田は硬直したかのような不動の姿勢で聞き、「申し訳ない」という様子で一言も答えなかった。
8月13日

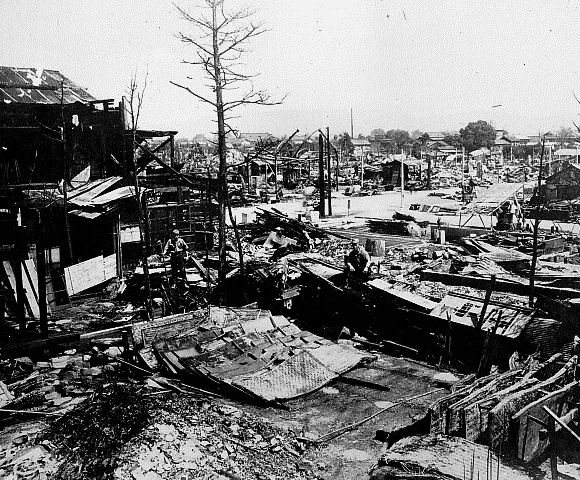
小田原空襲後の市街地（8月14日）

この日の閣議は2回行われ、午前9時から行われた日本政府と軍の最高戦争指導会議では、「国体護持について再照会の返答」をめぐり再度議論が紛糾したが、これに先立つ午前2時に駐スウェーデン公使岡本季正から「バーンズ回答は日本側の申し入れを受け入れたものである」という報告が到着し、2回目にはポツダム宣言の即時受諾が優勢となった。
しかし1日以上経っても、バーンズ回答に対しての日本政府からの「正式な回答」がなかったため、連合国とアメリカ政府、連合国軍とアメリカ軍では「日本のポツダム宣言受諾への回答が遅い」、「ポツダム宣言受諾に対して、政府と軍部でからの停戦の同意がなされていないのではないか」という意見が起きており、13日の夕刻には日本政府の決定を訝しむ連合国軍が、アメリカ軍を通じて東京に早期の申し入れと、バーンズ回答の内容を記した伝単を日本に散布している。
さらにイギリスやアメリカ、そして中立国の多くも日本政府のポツダム宣言受諾をラジオや新聞などで一般に伝えたが、日本政府はポツダム宣言受諾の意思を日本国民および前線に伝えなかったために、政府と軍の態度を懐疑的に見たイギリス軍やアメリカ軍、赤軍との戦闘や爆撃は継続され、その後も千葉（下記参照）や小田原、熊谷や土崎などへの空襲や、南樺太および千島列島、満洲国への地上戦も行われた。
8月14日

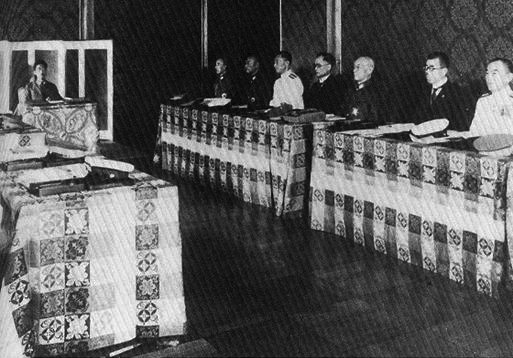
御前会議（8月14日午前11時/日本標準時）

午前11時より行われた再度の御前会議は、天皇自身もその開催を待ち望んでおり、阿南陸相は午後1時が都合がいいと申し出していたが、天皇はなるべく早く開催せよと鈴木首相に命じたため、午前11時開始となった。
御前会議では依然として阿南陸相や梅津参謀総長らが戦争継続を主張したが（この時阿南と梅津は、もし終戦になったら陸軍内で一部将兵がクーデターが起こすことを認知していた）、天皇が「私自身はいかになろうと、国民の生命を助けたいと思う。私が国民に呼び掛けることがよければいつでもマイクの前に立つ。内閣は至急に終戦に関する詔書を用意して欲しい」と訴えたことで、阿南陸相も了承し、鈴木首相は至急詔書勅案奉仕の旨を拝承した。

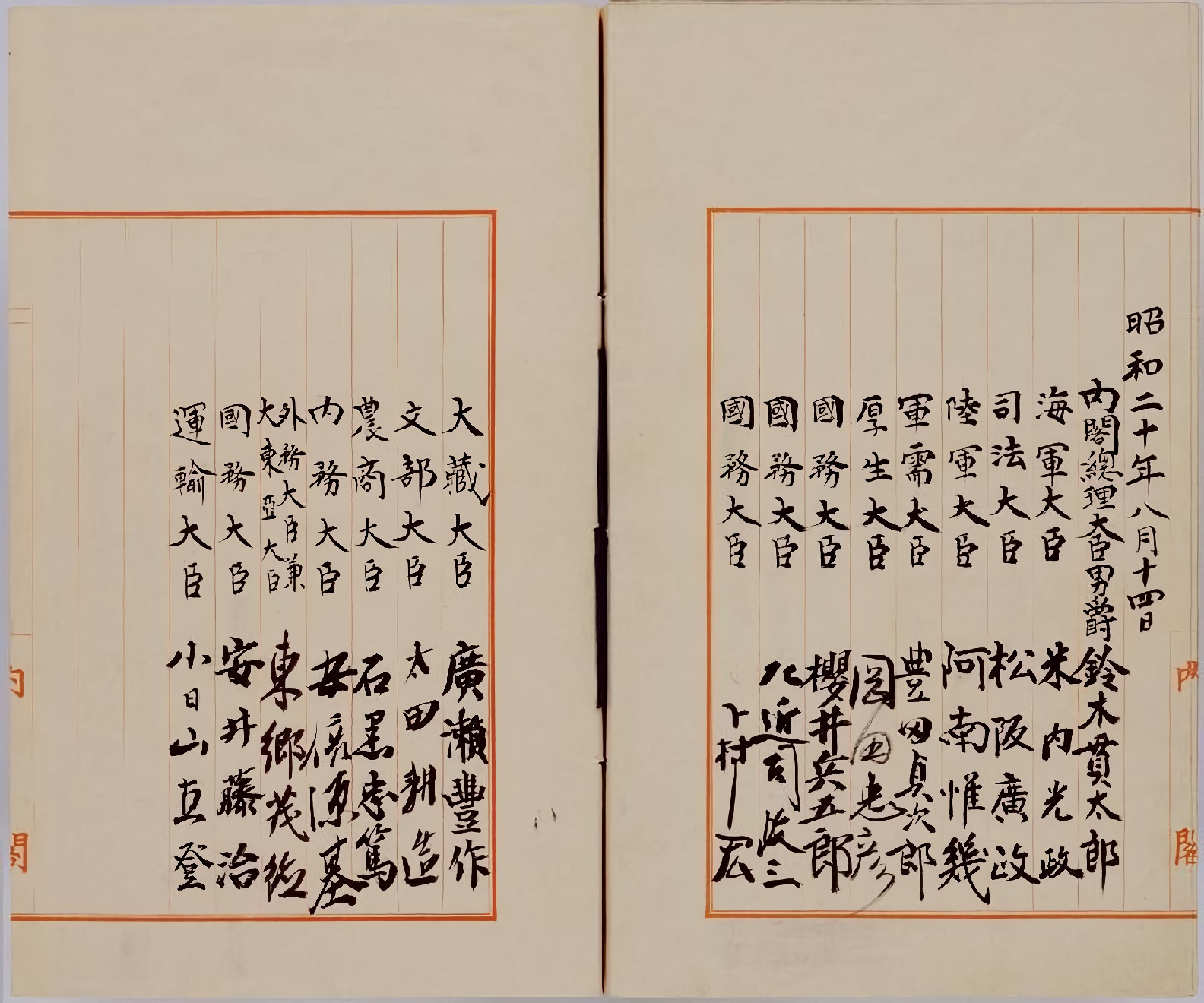
終戦の詔書の国務大臣署名欄（8月14日）

これを受けて、夕方には閣僚による終戦の詔勅への署名、深夜には天皇による玉音放送が皇居内で録音され、録音されたレコード盤が放送局に搬出された。また、終戦の詔勅の載った官報の号外、それをやや解説する趣のある内閣告諭の号外が印刷され、日付は8月14日午後11時公布されたとの扱いになっている（おそらく実際の配布・掲示は遅らされたと思われる）。また加瀬スイス公使を通じて、ポツダム宣言受諾に関する正式な詔書を発布した旨、またポツダム宣言受諾に伴い各種の用意がある旨が連合国側に伝えられた。しかし連合国は、未だ日本国民や軍に向けての通達が行われないままであることから、軍民の体制は崩さぬままであった。
当日新聞朝刊の配達・販売は正午以降とされた。なお、天皇によるラジオ放送の予告は、午後9時の全国および外地、占領地などのラジオ放送のニュースで初めて行われた。天皇がラジオで国民に向けて話すのはこれが初めてのことであった。内容として「このたび詔書が渙発される」、「15日正午に天皇自らの放送がある」、「国民は1人残らず玉音を拝するように」、「官公署、事務所、工場、停車場、郵便局などでは手持ち受信機を活用して国民がもれなく放送を聞けるように手配すること」などが報じられたが、どのような内容の放送が行われるかは秘されたままであった。
阿南陸相は、14日の御前会議の直後の午後1時に井田正孝中佐ら陸軍のクーデター首謀者と会い、御前会議での天皇の言葉を伝え「国体護持の問題については、本日も陛下は確証ありと仰せられ、また元帥会議でも朕は確証を有すと述べられている」、「御聖断は下ったのだ、この上はただただ大御心のままにすすむほかない。陛下がそう仰せられたのも、全陸軍の忠誠に信をおいておられるからにほかならない」、と諄諄と説いて聞かせた。
しかしクーデター計画の首謀者の一人であった井田中佐は納得せず「大臣の決心変更の理由をおうかがいしたい」と尋ねると、阿南陸相は「陛下はこの阿南に対し、お前の気持ちはよくわかる。苦しかろうが我慢してくれと涙を流して申された。自分としてはもはやこれ以上抗戦を主張できなかった」、「御聖断は下ったのである。いまはそれに従うばかりである。不服のものは自分の屍を越えていけ」と説いた。
この期に及んでも一部の佐官から抗議の声が上がったが、阿南陸相はその者たちに対して「君等が反抗したいなら先ず阿南を斬ってからやれ、俺の目の黒い間は、一切の妄動は許さん」と大喝している。
8月15日
しかし8月15日未明には、「聖断」をも無視する椎崎二郎中佐や井田中佐などの一部の陸軍将校らが反乱し、玉音放送の録音音源の強奪及びクーデターの未遂事件が皇居を舞台に発生し、近衛師団長森赳中将が殺害されたが、15日朝に鎮圧される（宮城事件）など、天皇のもとでポツダム宣言受諾をしたにもかかわらず、陸軍内では争いが起きていた。また、午前6時過ぎにクーデターの発生を伝えられた天皇は「自らが兵の前に出向いて諭そう」と述べている。なお、クーデターか起きる中、阿南陸相は15日早朝に割腹自決している。

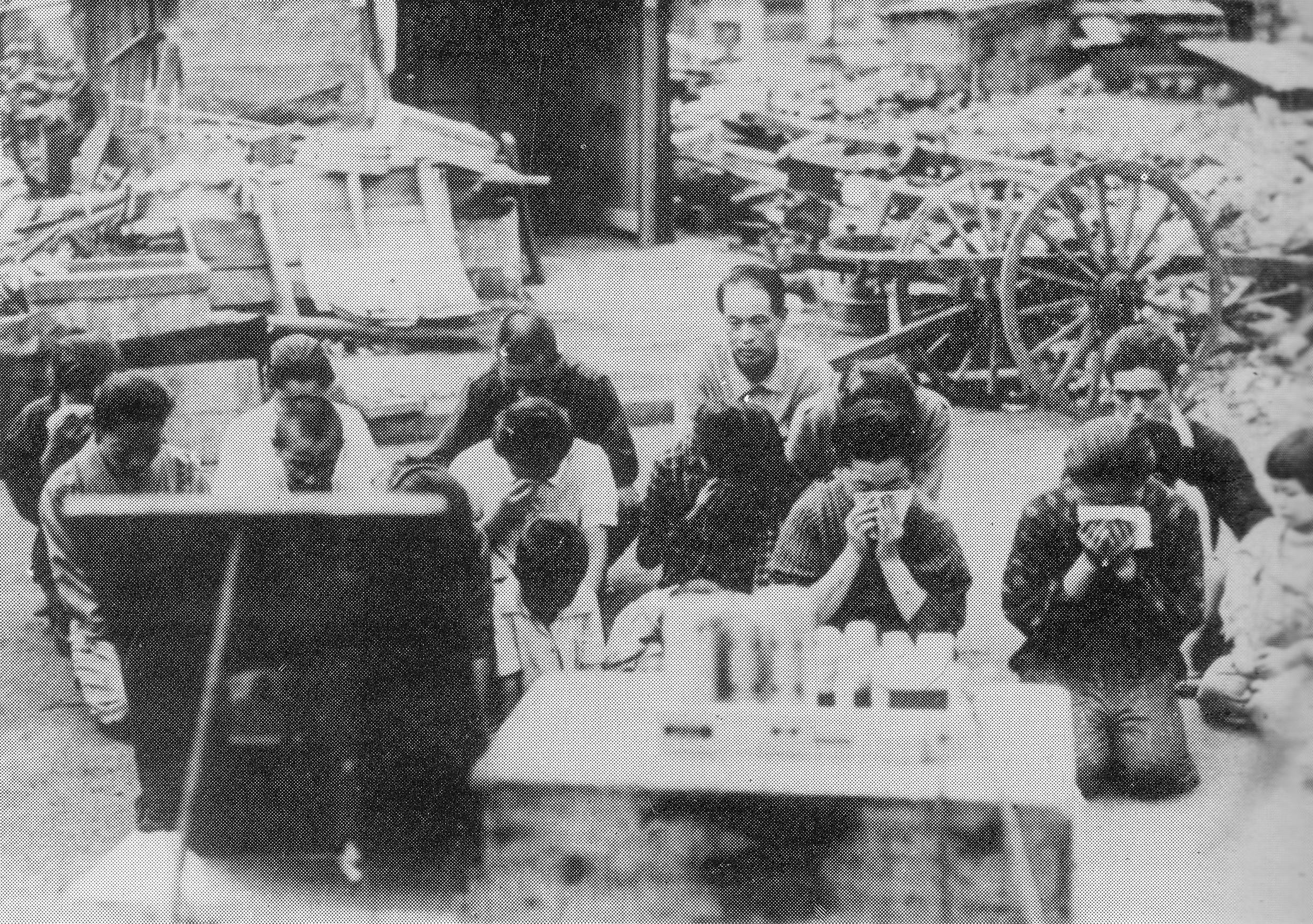
玉音放送を聞く日本国民（8月15日12時）

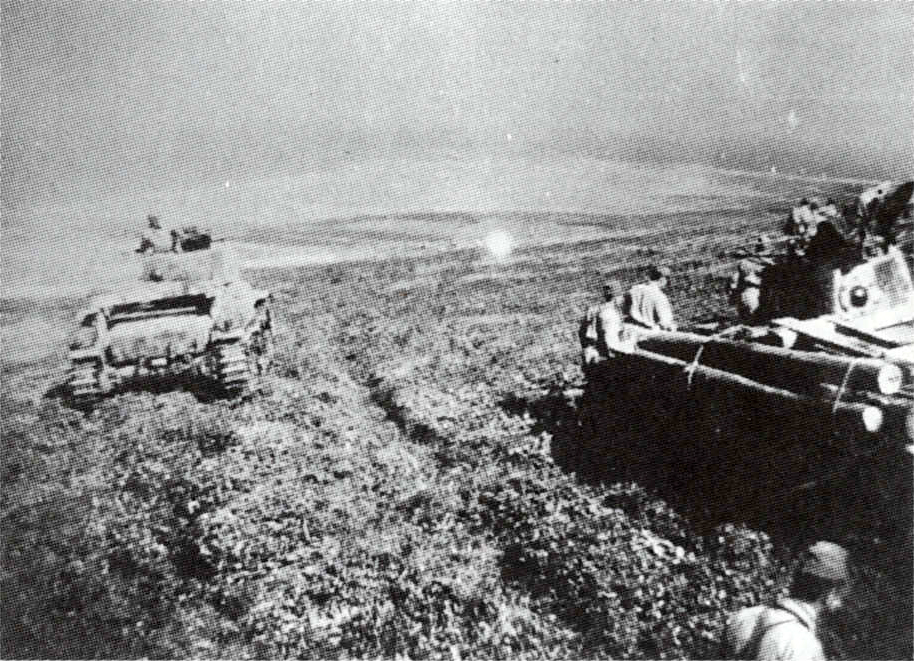
占守島侵攻を続ける赤軍と戦う日本軍（8月16日）

また午前7時21分より全国および外地、占領地などのラジオ放送で、正午に天皇自らのラジオ放送が行われる旨の2回目の事前放送が行われた。
正午に天皇はラジオ放送（玉音放送）をもって、日本の全国民と全軍にポツダム宣言受諾と日本の敗戦を表明し、この時点で一部地域を除き、ほぼ全ての日本軍の戦闘行為が停止された。
公式な第二次世界大戦の最後の戦死者は、玉音放送の1時間半前の午前10時過ぎに、イギリス海軍空母「インディファティガブル」から化学製品工場を爆撃すべく千葉県長生郡に飛来したアヴェンジャーらが日本軍に撃墜され、乗組員3名が死亡したものだった。なお、同作戦でシーファイアが零式艦上戦闘機との戦闘で撃墜され、フレッド・ホックレー少尉が無事パラシュート降下し、陸軍第147師団歩兵第426連隊に捕えられ、その約1時間後に玉音放送があったものの解放されず、夜になり陸軍将校により斬首された事件も発生した（一宮町事件）。
南樺太、満洲などは沖縄戦同様民間人を巻き込んだ凄惨な地上戦となっていたが、ポツダム宣言受諾の8月15日以降も、第5方面軍による南樺太死守命令等により南樺太や占守島では赤軍との戦闘が続いた。
また満洲では赤軍と国府軍との戦いの中、逃げ遅れた日本人開拓民が混乱の中で生き別れ、後に中国残留孤児問題として残ることとなった。結局赤軍は満洲のみならず、日本領土であった南樺太、北千島、択捉、国後、色丹、歯舞、朝鮮半島北部の全域を完全に支配下に置いた9月5日になってようやく進軍を停止した。

### 停戦後（8月15日-28日）
8月15日正午からの玉音放送終了後、直ちに終戦に伴う臨時閣議が開催され、まず鈴木首相から「阿南陸軍大臣は、今暁午前5時に自決されました。謹んで、弔意を表する次第であります」との報告があり、阿南の遺書と辞世の句も披露した。閣僚たちは、1つだけ空いた陸相の席を見ながら、予想していたこととはいえ大きな衝撃を受けていた。
また午後に大本営は大陸命第1381号と大海令第47号にて大日本帝国陸軍と海軍に対して「別に命令するまで各々の現任務を続行すべし」と命令し、積極進攻作戦の中止を命令した。
8月16日、天皇は鳩彦王、恒徳王、春仁王を御文庫に招き、ポツダム宣言受諾を各関係部隊の指揮官に伝えるよう命じる。翌8月17日、鳩彦王は支那派遣軍の南京へ、恒徳王は関東軍の新京へ、春仁王は南方軍のサイゴンへ向かい、各地で聖旨を伝達した。
日本の敗戦を知った厚木基地の一部将兵が16日に徹底抗戦を呼びかけるビラを撒いたり、停戦連絡機を破壊するなどの抵抗をしたが、まもなく徹底抗戦や戦争継続の主張は止んだ。他は大きな反乱は起こらず、外地や占領地を含むほぼ全ての日本軍が速やかに戦闘を停止した。ただし、北海道の第5方面軍司令の樋口中将は、麾下にある南樺太の第88師団に南樺太死守命令を出したため、南樺太ではソ連軍との戦闘が続くこととなった。千島列島の占守島においても抗戦が決定され、こちらについても樋口中将の指示が疑われている。

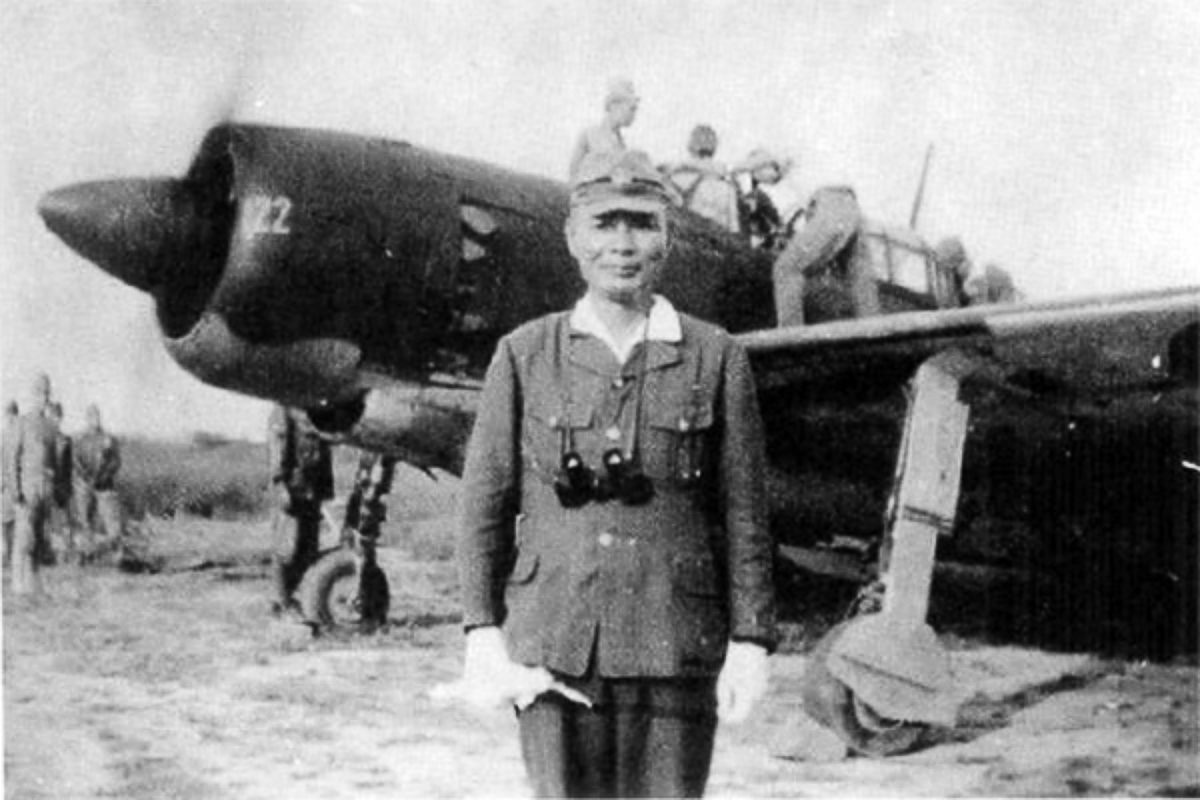
特攻直前の宇垣纒中将（8月16日）

15日早朝の陸軍によるクーデター発生最中に自決した阿南陸相をはじめ、「武人としての死に場所を与えてくれ」と部下22名（うち5人が生還）を連れて11機の特攻機で出撃し命を絶った宇垣纏中将、妻娘らとともに一家自決した元第4航空軍の隈部正美少将、ウルシー環礁から伊401で内地へ帰投する途中アメリカ軍に拿捕される直前、艦内で自決した有泉龍之助大佐、陸軍省参謀本部の大正天皇御野立所で切腹した晴気誠少佐、約1か月後となるが元参謀総長の杉山元は当人ばかりか国防婦人会の会長であったためその妻まで後追い自決するなど、日本の降伏を受け入れられず、また降伏の責任を負って、あるいは連合国からの逮捕や追及を怖れ、皇居前や代々木練兵場、内外の基地、自宅などで自ら命を絶った軍人や政治家、民間人は数百人に渡った。
また東條英機のように9月になってから連合国軍総司令部から逮捕、出頭を命じられたあと、自殺に失敗し逮捕される者、近衛文麿のように12月になってから連合国軍総司令部から出頭を命じられたあと、逮捕を嫌がり服毒自殺する者もいた。
16日午後4時には大陸命第1382号にて大日本帝国陸軍に対して、停戦交渉成立に至る間やむをえざる自衛のための戦闘行動を除いて「即時の戦闘停止」を命令された。海軍に出された大海令48号もほぼ同内容である。1382号では具体的な停戦期限は記載されていなかったが、日本側から連合国側に通告した「日本政府・大本営発、連合国最高司令官宛電一号」では「二、右大命ガ第一線ニ到達シ実効ヲ挙グル日時ハ左ノ如ク予見ス」として「内地 四十八時間」としていた。つまり、48時間後の18日16時を完全な停戦成立完了時になるとみていた。なお、南樺太では、札幌にいた第5方面軍の樋口中将から南樺太死守命令が出されたため、この自衛戦闘を理由にソ連軍進攻に対し戦闘が継続された。
18日大陸命第1385号により大日本帝国陸軍に対して、別に示す時機に司令官らの作戦任務を解き、それ以降の戦闘が禁止されるとの命が出された。この時点で、その「別に示す時機」は明示されなかったものの、一方で、15日の詔書渙発以降に敵軍の勢力下におかれた陸軍軍人・軍属は俘虜とは認識しないとし、同時に隠忍自重するようにとの内容となっている。山田朗は、これをそれまで日本軍が将兵に降伏を禁じていた手前、連合軍に降伏して俘虜になるのではなく、天皇の命令で戦闘を停止して連合軍の管理下に入るのだ、という体裁をとったものだとする（同時にこれは、例えば現地の軍等がその停戦交渉の結果として降伏しても、15日正午以降に行ったものであれば差し支えないという効果を、この大陸命は持つことになる筈である。）。海軍には、19日の大海令第五十号で同趣旨の令が出ている。
17日には連合国最高司令官指令から一般命令第一号が下ったが、同日には日本本土を偵察に来たコンソリーデーテッドB-32を、厚木基地の日本軍機が襲い翌日アメリカ人搭乗員1人が死亡するなどのトラブルが起きた。しかし本土では同じような連合国とのトラブルはこれ以降起こらなかった上、すぐにイギリス軍やアメリカ軍が陸海空軍の相当数の部隊を上陸できる体制にあった。17日日本側では、16日の大海令48号を繰り返す部分のある大海令49号が海軍に出ている。
19日大陸命1386号で内地の陸軍は8月22日0時以降一切の武力行使が停止となる。この日大海令50号で、海軍は支那方面艦隊を別にして一切の戦闘行為が停止される。また、同日、大陸指2546号で札幌の第五方面軍にも局地停戦交渉とその実施の武器の引渡を実施する許可が出る。しかし、第五方面軍は南樺太の第88師団に停戦と武器の引渡（事実上の降伏）を許可することなく、むしろあらためて南樺太死守を命じている。
8月22日大陸命1388号により外地の陸軍は、支那派遣軍の局地的自衛の措置を除き8月25日0時以降一切の武力行使が停止とされる。また、大本営の朝枝繁春参謀は停戦の進捗状況を監督するために出張した満洲でソ連側から樺太で戦闘が続いていることを知り、この前日に自衛戦闘に名を借りて戦闘継続することに対する警告の電報を札幌の第五方面軍に打電していた。そのため、ようやく南樺太の第88師団の事実上の降伏と武装解除を前提とする停戦交渉が開始し、昼頃成立する。
ドイツの場合は、本土に進攻されても容易に降伏しなかったため、一つ一つ都市が落とされていき、最後は首都を含め本土のかなりの地域が占領されていった形での敗戦となった。しかし、日本の場合は、その時点では未だ首都はもちろん、北海道、本州、九州、四国の本土は一切占領されていなかった上に、中央政府と軍中枢は存続しており、まだ相当の軍人と武器や航空機、船舶が残っていた日本に対する連合国軍の動きは慎重に慎重を重ねた。連合国軍の日本占領部隊の第一弾であるアメリカ軍やイギリス軍が日本本土に上陸するまでは、結果として約2週間という異例の長さであった。
なお、沖縄県を含む南西諸島および小笠原諸島は停戦時にすでにアメリカ軍の占領下、勢力下にあった。また、中四国はイギリス連邦占領軍が後に駐留することが決まり、結果的にアメリカ軍とイギリス連邦軍だけで正式に日本を占領することとなった。
しかし、少しでも多くの日本領土略奪を画策していたヨシフ・スターリンは、北海道の北半分のソ連軍による分割占領をアメリカ政府に提案したが、ヤルタ会談での合意内容を超えることから拒否され、駐在武官のみを送るにとどめた。しかしスターリンの命令と日本軍のソ連軍進駐拒否により、南樺太・千島へのソ連軍の攻撃は15日の玉音放送以降も継続し、22日には樺太からの引き揚げ船3隻がソ連潜水艦の攻撃を受ける三船殉難事件が発生した。北方領土の択捉島は8月28日、国後島は9月2日、歯舞諸島への上陸は9月3日になって行われた。なお、中華民国も軍事占領を検討したが、占領時の食料の大部分を日本に頼ろうとしたために、イギリス軍とアメリカ軍から正式に拒否された。

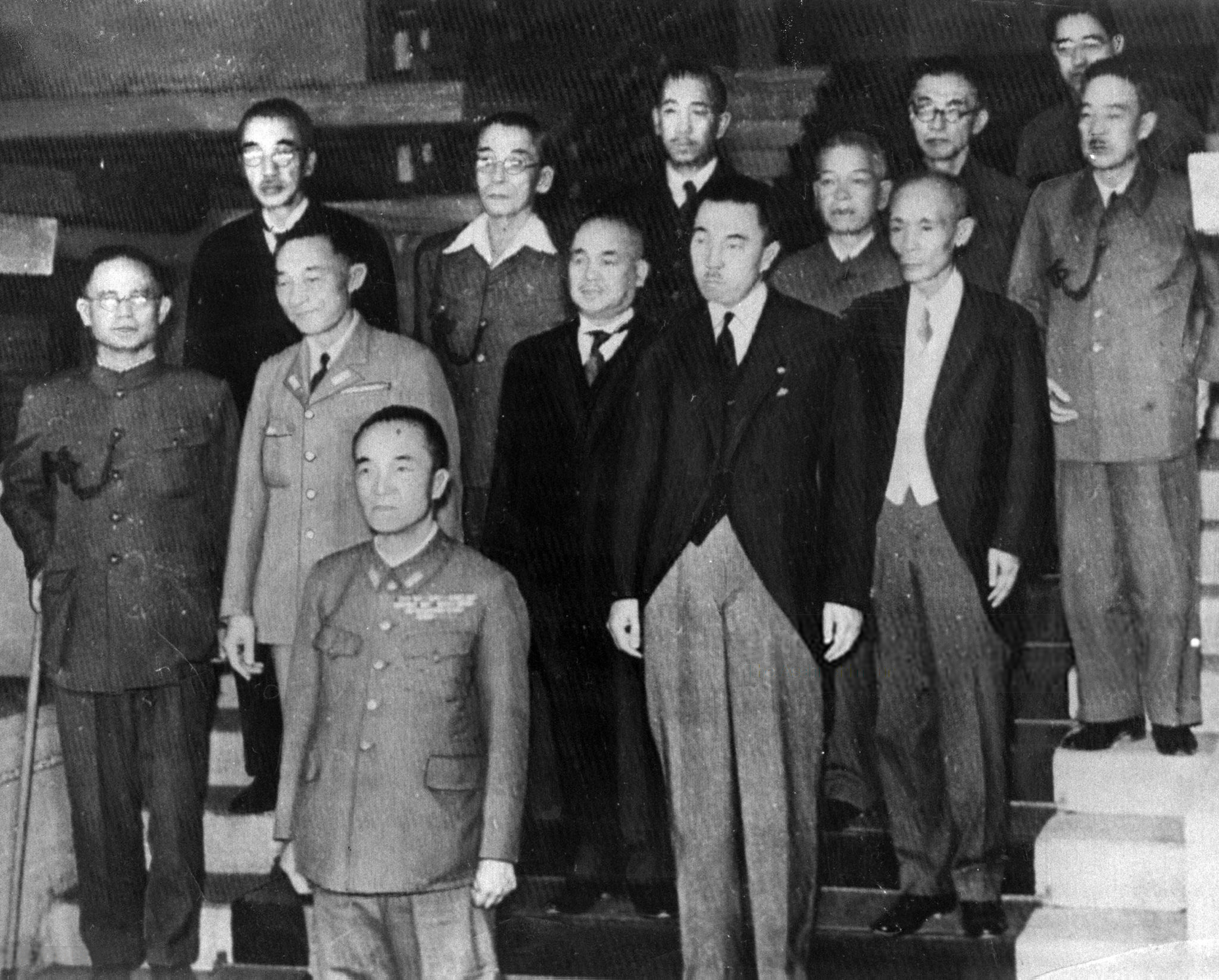
東久邇宮内閣（8月17日）

17日に鈴木貫太郎内閣は総辞職し、皇族である東久邇宮稔彦王が首相を継いだ。皇族が首相に就いたのは武器解除を速やかに進めるためともいわれ、皇族の首相は初めてのことであった。副総理格の国務大臣には近衛文麿、外務大臣には残留した重光葵、大蔵大臣には津島寿一、内閣書記官長兼情報局総裁には緒方竹虎が任命された。また海軍大臣には元首相の米内光政が留任した。陸軍大臣は任命が内定していた下村定陸軍大将が23日に帰国するまでの間、東久邇宮が兼任した。

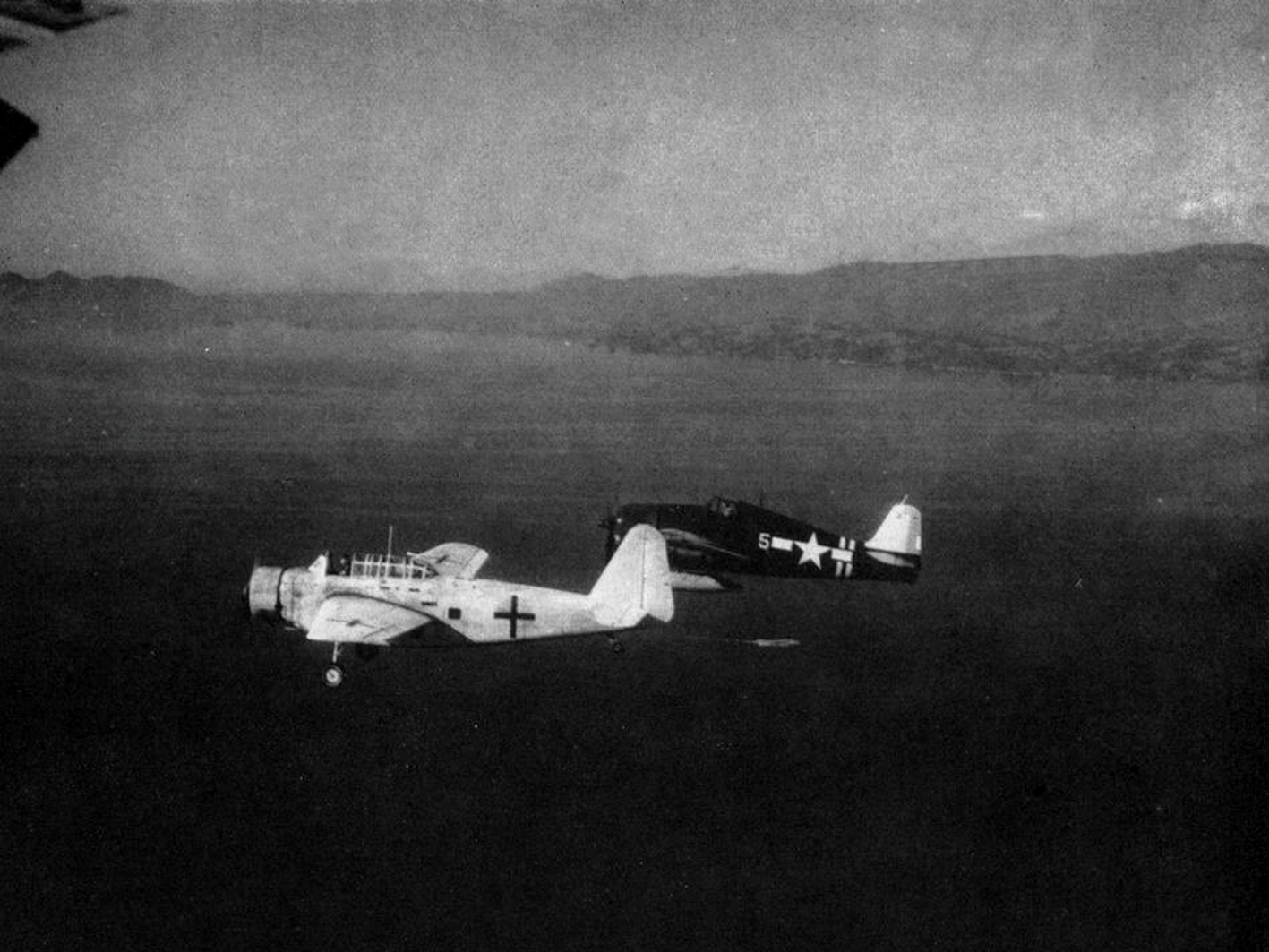
アメリカ海軍のグラマンF6Fに護衛される機上作業練習機「白菊」の緑十字機（8月19日）

この時点でも、日本は連合軍に占領された沖縄県、樺太、千島を除く日本本土と台湾、朝鮮半島などの開戦前からの元来の領土の他に、中華民国の上海をはじめとする沿岸部、現在のベトナム、マレー半島、インドネシア、ティモール島などの北東アジアから東南アジア、ウェーク島からラバウルなど太平洋地域にも広大な占領地を維持しており、他にもタイや満洲国などの友好国、スイスやスペイン、アフガニスタンやチリなどの中立国に膨大な数の民間人と軍人が駐留していることから、これらの地からの引き揚げと権限の移譲を速やかに行う必要があった。
そこで16日に連合軍は中立国のスイスを通じ、日本に対して占領軍の日本本土受け入れや、総勢1万数千機以上の残存機、空母や戦艦、潜水艦など数千隻の残存艇に上る各地の日本軍の武装解除を進めるための停戦連絡機の派遣を依頼した。これを受けて19日に、日本政府側の停戦全権委員が2機の緑十字飛行の塗装をした一式陸上攻撃機で木更津から伊江島に飛行し、そこからダグラス DC-4でマニラへと向かい、マニラ・ホテルでチャールズ・ウィロビー少将らなどと停戦および全権移譲の会談や、さらに日本本土進駐の際の安全の確保と情報提供を要求するなど、イギリス軍やオーストラリア軍、アメリカ軍やフランス軍、オランダ軍に対する停戦と武装解除、日本進駐の準備は順調に遂行されるかにみえた。また日本と同盟下にあったタイは、16日の日本降伏後に日本側の内諾を得た上で「宣戦布告の無効宣言」を発し、連合国側と独自に講和した。

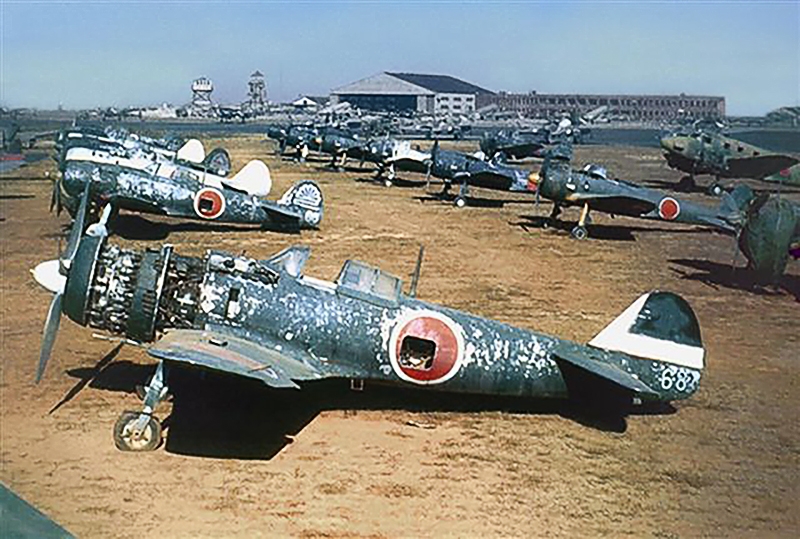
終戦後の中華民国漢口の日本軍の第85戦隊および第22戦隊

しかし、引き揚げを受け入れず「欧米諸国からのアジアの解放」という、大東亜戦争の理念を信じて、ジャワやインドシナ、ビルマ、マレーなどで勃発したイギリスやフランス、オランダからの独立戦争に協力する日本軍の将兵や、再び国共内戦に向かいつつある中華民国軍に佐官級で残ることを依頼されそのまま残留を決めたもの（通化事件）、のちに個人の意思で中華民国国軍や中国人民解放軍に編入されたものもいた。また、これらの独立戦争で戦う側とフランスやオランダなどの現地の政府軍などの双方に、日本軍の残留した航空機（九九式襲撃機や九八式直接協同偵察機など）や戦車、銃器など接収した武器がそのまま利用されることも多かった。
日本とフランス植民地政府の権力の空白が生まれたインドシナでは、17日にベトナム八月革命が勃発した。日本の後ろ盾を失った満洲国はソ連軍の侵攻を受けて崩壊し、18日に退位した皇帝の愛新覚羅溥儀や愛新覚羅溥傑ら満洲国帝室と、関東軍の吉岡安直中将や橋本虎之助中将などはその後日本への亡命を図るが、奉天に侵攻してきたソ連軍に身柄を拘束された。
さらには、アメリカ領フィリピンのルバング島で1974年まで日本軍の残留兵として戦い続けた小野田寛郎少尉のように、日本軍の将兵として戦闘行為を継続していた者や、アナタハン島のように島単位で引き揚げから取り残される者も発生した。
この様に日本とその友好国側、連合国側の上記のような準備と混乱を経たものの、22日から23日にかけて台風が日本を襲い上陸予定地の厚木飛行場も滑走路が水に浸かってしまい、さらに連合国軍の占領は遅れた。

### 占領開始（8月28日-30日）

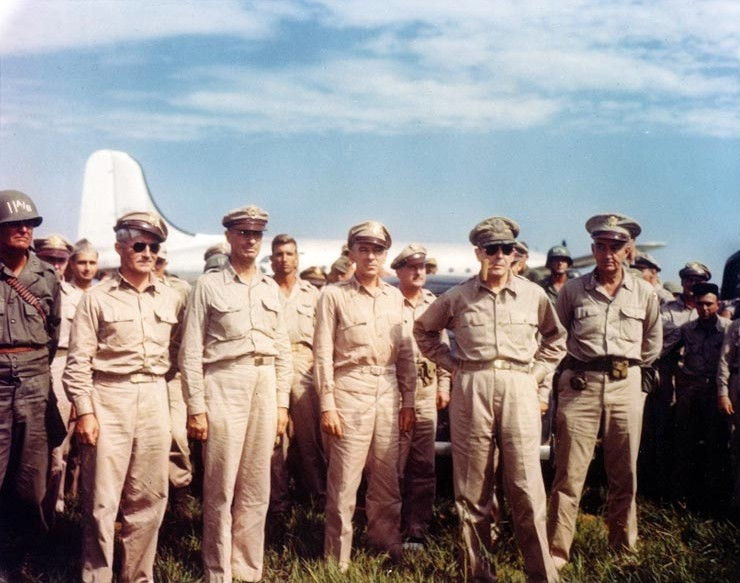
到着したアメリカ軍のマッカーサー陸軍大将（8月30日）

ようやく停戦から2週間後の28日に連合国軍による日本占領部隊の第一弾として、チャールズ・テンチ大佐率いる45機のカーチスC-47からなるアメリカ軍の先遣部隊が厚木飛行場に到着。同基地を占領した。
同日東京の大森にある連合軍の捕虜収容所に、アメリカ海軍の軽巡洋艦「サンフアン」から上陸用舟艇が手配され、病院船「ビネボレンス」に、イギリス軍やアメリカ軍の病人や怪我人などを収容していった。
30日午前、連合国軍最高司令官総司令部 (GHQ/SCAP) の総司令官として、連合国の日本占領の指揮に当たるアメリカ陸軍のダグラス・マッカーサー大将も、専用機「バターン号」でフィリピンから厚木基地に到着した。一行は午後に日本軍が用意した専用車で横浜市内のホテルニューグランドに移り、宿を取った。続いてイギリス軍やオーストラリア軍、ニュージーランド軍、カナダ軍の占領軍と、中華民国軍、フランス軍、オランダ軍、ソ連軍などの他の連合国軍の代表団も到着した。

### 降伏文書調印

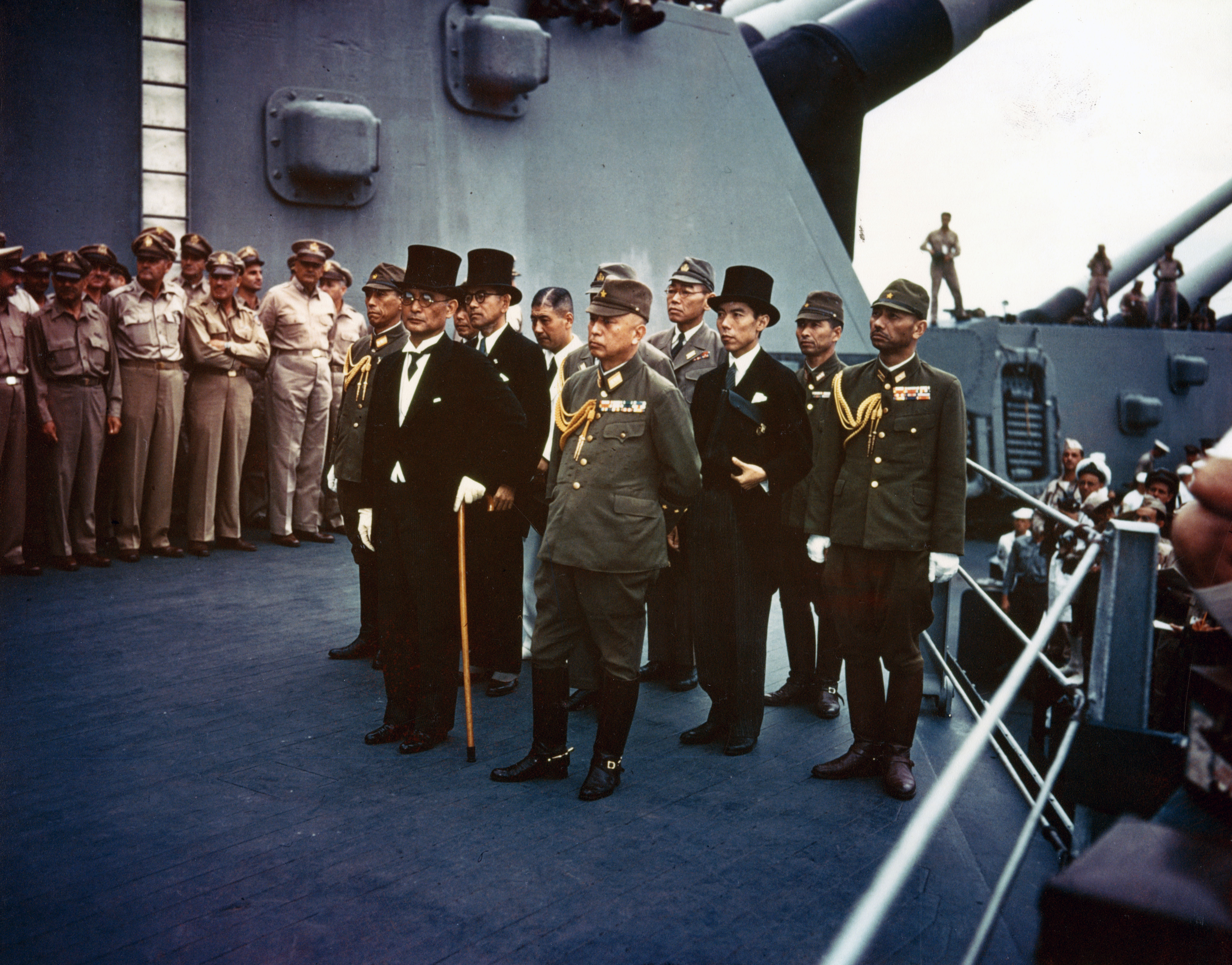
戦艦「ミズーリ」艦上の日本側全権代表団(9月2日)
最前列の左側が重光葵外務大臣、隣の陸軍軍人は梅津美治郎陸軍参謀総長
2列目左から宮崎周一陸軍中将、岡崎勝男外務省外局終戦連絡中央事務局長官、富岡定俊海軍少将、加瀬俊一外務省秘書官、永井八津次陸軍少将
3列目左から横山一郎海軍少将、太田三郎外務省終戦連絡部長、柴勝男海軍大佐、杉田一次陸軍大佐

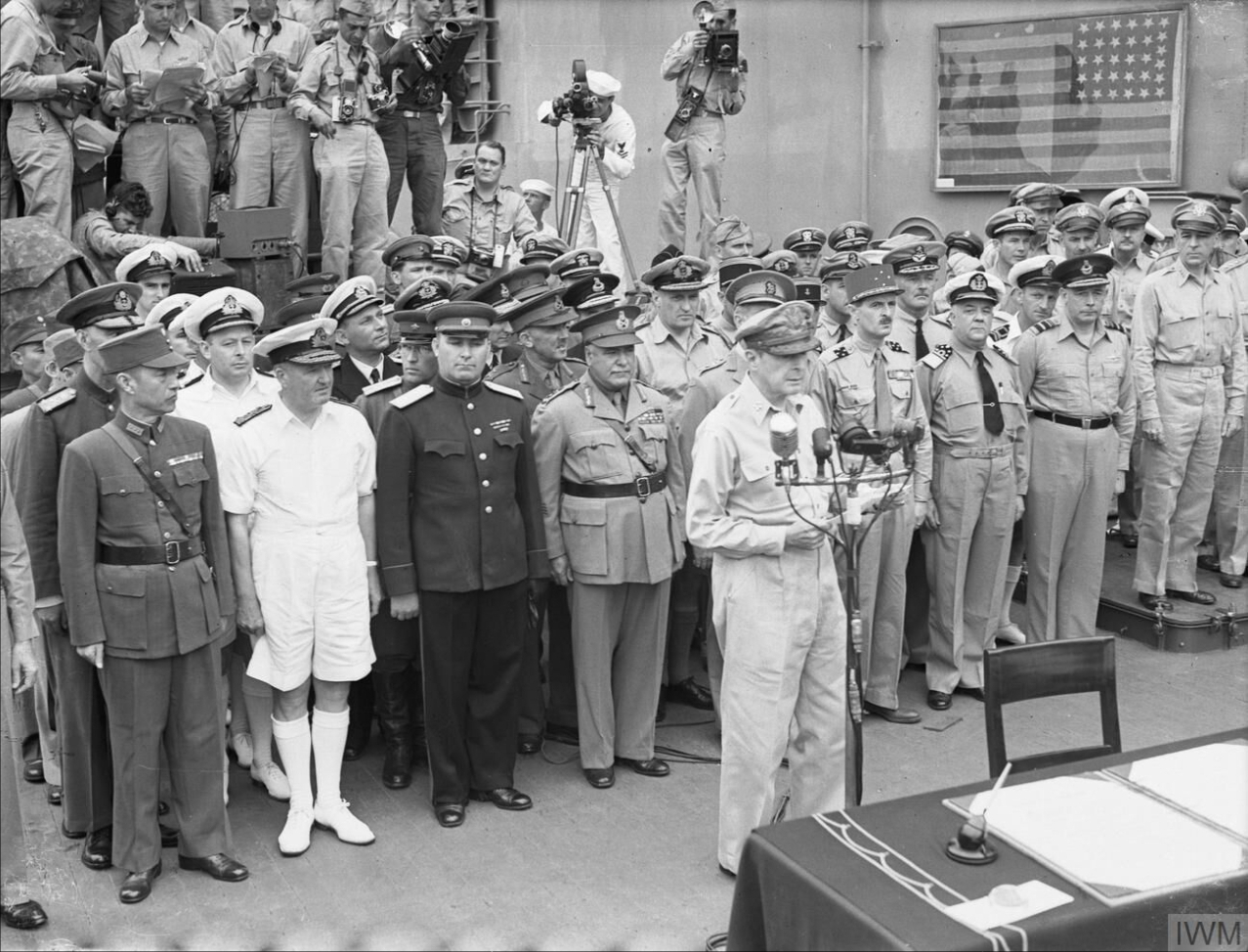
連合国側全権代表団(9月2日)

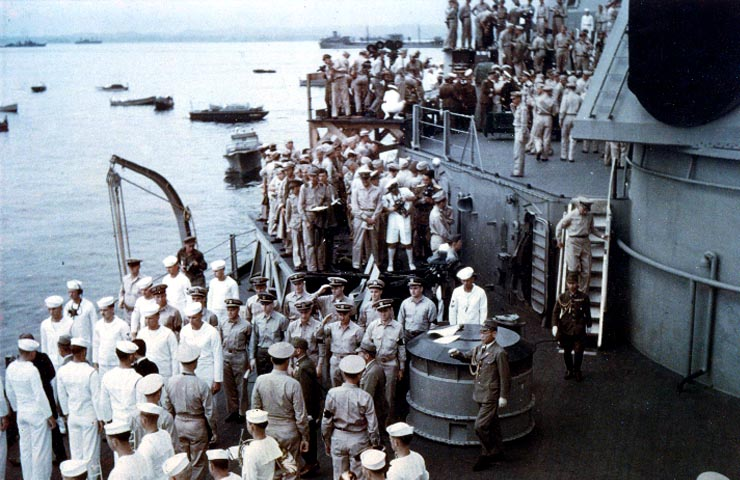
退艦する日本側全権代表団(9月2日)

降伏文書調印式は9月2日に、東京湾（内の瀬水道中央部千葉県寄りの海域）に停泊中のアメリカ海軍戦艦「ミズーリ」艦上で、日本側全権代表団と連合国代表が出席して行われた。
午前8時56分に「ミズーリ」艦上に日本側全権代表団が到着した。日本側代表団は、大日本帝国政府全権外務大臣重光葵、大本営全権参謀総長梅津美治郎陸軍大将、随員は終戦連絡中央事務局長官岡崎勝男、参謀本部第一部長宮崎周一陸軍中将、軍令部第一部長富岡定俊海軍少将（軍令部総長豊田副武海軍大将は出席拒否）、大本営陸軍部参謀永井八津次陸軍少将、海軍省出仕横山一郎海軍少将、大本営海軍部参謀柴勝男海軍大佐、大本営陸軍部参謀杉田一次陸軍大佐、内閣情報局第三部長加瀬俊一、終戦連絡中央事務局第三部長太田三郎らであった。
先に到着していた連合国側全権代表団は、イギリス、オーストラリア、ニュージーランド、カナダ、中華民国、アメリカ、フランス、オランダなど17カ国の代表団と、さらには8月8日に参戦し、15日の日本軍の停戦を無視して満洲や択捉島などで進軍を続けていたソビエト連邦の代表団も「戦勝国」の一員として臨席した。9時2分に日本側全権代表団による対連合国降伏文書への調印が、その後連合国側全権代表団による調印が行われ、9時25分にマッカーサー連合国軍最高司令官による降伏文書調印式の終了が宣言され、ここに1939年9月1日から足かけ7年にわたって続いた第二次世界大戦はついに終結した。
しかし、そのとき甲板ではカナダ代表が署名する欄を間違えたことによる4ヶ国代表の署名欄にずれが見つかり、正式文書として通用しないとして降伏文書の訂正がなされていた。具体的には、連合国用と日本用の2通の文書のうち、日本用文書にカナダ代表のエル・コスグレーブ大佐が署名する際、自国の署名欄ではなく1段飛ばしたフランス代表団の欄に署名した。しかし、次の代表であるフランスのフィリップ・ルクレール大将はこれに気づかずオランダ代表の欄に署名、続くオランダのコンラート・ヘルフリッヒ大将は間違いには気づいたものの、マッカーサー元帥の指示に従い渋々ニュージーランド代表の欄に署名した。最後の署名となるニュージーランドのレナード・イシット少将もアメリカ側の指示に従い欄外に署名することとなり、結果的にカナダ代表の欄が空欄となった。
その後各国代表は祝賀会の為に船室に移動したが、オランダ代表のヘルフリッヒ大将はその場に残り、日本側代表団の岡崎勝男に署名の間違いを指摘した。岡崎が困惑する中、マッカーサー元帥の参謀長リチャード・サザーランド中将は日本側に降伏文書をこのまま受け入れるよう説得したが、「不備な文書では枢密院の条約審議を通らない」と重光がこれを拒否したため、岡崎はサザーランド中将に各国代表の署名し直しを求めた。しかし、各国代表はすでに祝賀会の最中だとしてこれを拒否。結局、マッカーサー元帥の代理としてサザーランド中将が間違った4カ国の署名欄を訂正することとなった。日本側代表団はこれを受け入れ、9時30分に退艦した
さらに翌9月3日に、連合国軍最高司令官総司令部はトルーマン大統領の布告を受け、「占領下においても日本の主権を認める」としたポツダム宣言を反故にし、「行政・司法・立法の三権を奪い軍政を敷く」という布告を下し、さらに「公用語も英語にする」とした。
これに対して重光外相は、マッカーサー連合国軍最高司令官に「占領軍による軍政は日本の主権を認めたポツダム宣言を逸脱する」、「ドイツと日本は違う。ドイツは政府が壊滅したが日本には政府が存在する」と猛烈に抗議し、布告の即時取り下げを強く要求した。その結果、連合国軍側は即時にトルーマン大統領の布告の即時取り下げを行い、占領政策はポツダム宣言の条件通りに日本政府を通した間接統治となった（連合国軍占領下の日本も参照）。

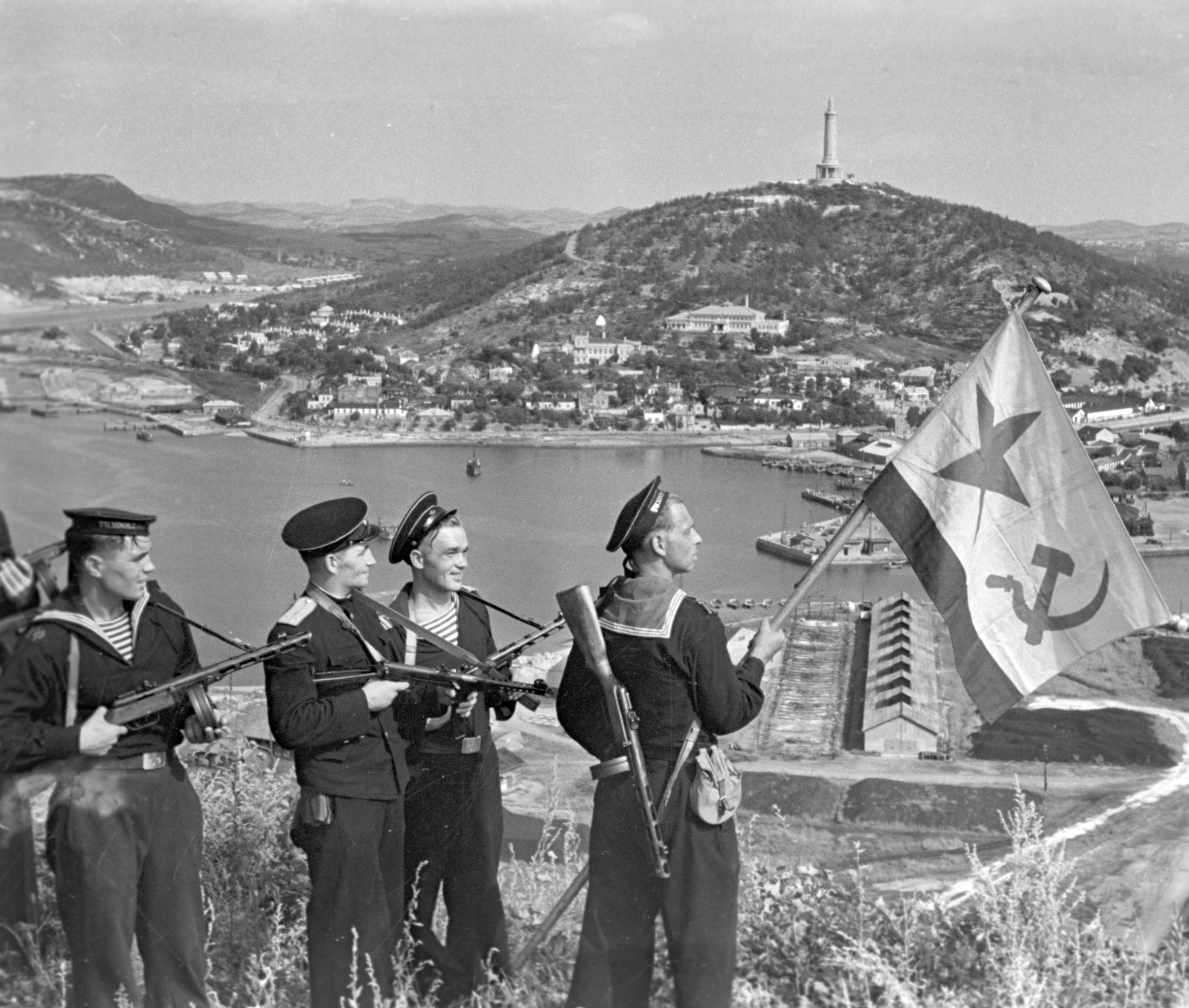
旅順口区を占領したソ連軍(9月15日)

一方、中四国はイギリス連邦占領軍が駐留することに決まり、また沖縄県を含む南西諸島および小笠原諸島は停戦時にすでにアメリカ軍の占領下ないし勢力下にあり、小笠原諸島は1968年まで、沖縄は1972年の本土復帰までアメリカの被占領の歴史を歩んだ。
連合国軍は8月24日のSWNCC57/1によって、戦争犯罪者に対する占領軍による直接逮捕が指令された。30日にはCIC（対敵諜報部隊）に戦争犯罪人容疑者のリストの作成が命令され、9月9日に容疑者リストがマッカーサーに提出され、10日に国務省から了解の返電を受けた。直ちに日本軍および政府関係者40人の逮捕令状が出され、のちに極東国際軍事裁判などで裁かれた。また中華民国や香港、フィリピン、マレー、シンガポールなどにいた日本軍人はそれぞれの現地で捕虜となり、その後B級並びにC級戦犯として、現地で裁判に掛るものが多かった。
ソ連の捕虜になった日本軍将兵は、シベリア抑留などで強制就労にさせられ5万5千人が現地で死亡した。その後帰国してきた軍人も、赤化されているだけでなく瀬島龍三中佐のようにソ連軍のスパイ（スリーパー）として仕込まれているものも多かった。また民間人や軍属なども帰国の途に就いたが、自国領土の台湾や朝鮮、またマレーやインドシナなどからは比較的順調に行ったものの、中華民国や満州国からの帰国はソ連の占領下にあるなど混乱が多く、中国残留孤児など戦後の混乱でやむなく置いておかれるものも多かった。

## 占領軍による間接統治
「厚木航空隊事件」のような反乱事件がいくつか起きたものの、日本国内、アジア各地に展開していた日本軍は、ほとんど抵抗らしい抵抗もなく約60日で武装解除された。満州、南樺太（サハリン）、千島列島などにいた日本軍兵士数10万人（86万人といわれる）は、ソ連軍によって武装解除後シベリアをはじめとするソ連領内に連れ去られ、1年から数年にわたる過酷な自然と劣悪な待遇の元で強制労働に服し、約6万8,000人が死亡した。
日本は朝鮮半島を米ソに、台湾を中華民国に、南樺太・千島列島及び歯舞・色丹をソ連に、本州・北海道・九州・四国・南西諸島・小笠原諸島をイギリス軍とアメリカ軍によって占領されたが、同じ敗戦国のドイツとは違い、日本政府による統治が継続されたことから、イデオロギーが対立する複数の連合国による分割占領を免れた。
ソ連は参戦後に釧路市と留萌町（現在の留萌市）の両都市と、それらを結ぶ線より北の北海道を占領する意向を8月15日に示したが、アメリカ合衆国大統領トルーマンが即座に拒否した。マッカーサーは、初め日本を直接に統治する軍政を布こうと計画。9月3日にその旨を布告しようとしており、実際に千葉県館山市では軍政に準ずる形でのアメリカ軍による直接統治が既に開始されていたが、前日にこの方針を知った日本政府の苦情を受け入れ、結局、日本政府を通じた間接統治の形をとることとした。
このマッカーサーの突然の判断変更の背景事情としては、アメリカの対日政策立案を1944年暮れから手がけていた、SWNCC（スウンク：国務・陸軍・海軍調整委員会）が、1945年8月22日から31日にかけて起草した「降伏後におけるアメリカの初期の対日方針」の中で「最高司令官は……天皇を含む日本政府機構及諸機関を通じて其権限を行使すべし」、つまり間接統治が対日占領政策として最適であろうと分析していたことが上げられる。
日本政府は、イギリス連邦占領軍とアメリカ軍を中心とした連合国軍による占領統治の下に置かれ、GHQが一連の戦後改革を連合国軍最高司令官の布告・命令・指示によって展開させた。1946年（昭和21年）11月3日に、大日本帝国憲法が改正された日本国憲法が公布され、1947年（昭和22年）5月3日に同憲法が施行された。

## 占領の終了と日本の主権回復
1951年7月20日、日本政府に講和会議出席の招請状が届いた。その10日前の7月10日には開城（ケソン）で朝鮮戦争の休戦会議が始まっていた。9月8日に、サンフランシスコ市内のオペラハウスで、サンフランシスコ平和条約が日本を含む49か国で調印され、日本の主権が回復した。
講和会議に招かれた52か国のうち、ソ連とチェコスロバキア、ポーランドは、米英などとの意見の対立から調印を拒否した。また、戦後独立したばかりで独立国家として日本と対戦していなかったインド・ビルマ・ユーゴスラビアは招請に応じなかった。また、国共内戦の結果台湾へ逃れた中華民国と、建国されたばかりで日本と交戦していない中華人民共和国、枢軸国として日本の同盟国であったドイツを引き継いだ西ドイツと東ドイツ、イタリアは招請されなかった。
なお、出来たばかりか日本と交戦していない大韓民国はなぜか会議への招請を主張したが、大戦当時の朝鮮半島は日本領土であるうえに、朝鮮人の多くが自主的に日本軍や満洲軍の将兵として参戦しており（のちの朴正煕大統領など）、臨時政府を承認されなかったことを理由に、当然のことながらアメリカから招請を拒否された。
講和条約が発効し、連合国軍による日本占領が終結したのは、1952年4月28日であった。しかしながら、横井庄一や小野田寛郎に代表されるように、少なからぬ日本兵が終戦の伝達が困難な環境で潜伏していたために終戦後も戦闘状態を長期継続していた（ただし、大半は、数年で帰還した）。旧日本軍兵士や満蒙開拓青少年義勇軍たちの中には、八路軍や国民政府軍に強制的に参加させられ、国共内戦に従軍した者もあった。また、自ら除隊し、インドネシア独立戦争や、ベトナム独立戦争に身を投じる者もいた。

## 「終戦の日」はいつか
伝統的な戦時国際法において休戦協定の合意は口頭による同意によれば良く文書の手交を要件としない（ハーグ陸戦条約・附属書36条）。このため休戦が協定された日と休戦協定が外交文書（降伏文書）として固定された日は異なり、実際に各地の戦線で休戦が合意された日もまた異なる。そのため現実に戦闘が停止された日付（あるいは現地日本軍が降伏した日、あるいは降伏式を執り行った日付）には前後があり、また日本政府が停戦を通告した日（最初のものは短波ラジオを通じた8月10日）、連合国の各司令部により停戦の事実が確認された日などにも前後関係がある。
今日、「終戦の日」とは、昭和天皇が「玉音放送」によって、日本政府がポツダム宣言の受諾（＝日本軍の降伏表明）を連合国側に通告したことを、国民に放送を通じて公表した1945年（昭和20年）8月15日とするのが一般的である。一方、日本政府がポツダム宣言の受諾を連合国側に通告したのは、前日の8月14日であり、玉音放送によって読み上げられた「終戦の詔書」の日付もその日となっている。
日本政府及び連合国代表が降伏文書に調印した日は、1945年（昭和20年）9月2日であり、連合国ではこの日を「対日戦勝記念日」としている例が多いが、中華民国や中華人民共和国、旧ソビエト連邦のように9月3日とする国もある。なお国際条約として日本国が交戦国と正式に平和条約などを締約し戦争状態が終了した日は日本国との平和条約が発効した1952年4月28日、日本国と中華民国との間の平和条約が発効した1952年8月5日、日ソ共同宣言が発効した1956年12月12日である（ただし日ソ共同宣言は戦争状態の終了を確認した条約であって平和条約ではない）。

## 終戦工作の例
日本軍が有利な展開なうちに早期に休戦・終結させる試みは、1942年（昭和17年）の時期から一部の政治家・官僚・民間人の間で摸索された。しかし、戦争勝利を大義とした東條内閣及び軍部により弾圧され、中野正剛のように自決に追い込まれる者もいた。終戦工作としては、他に以下のようなものが知られる。
- 燕京大学学長ジョン・スチュワート（英語版）や上海市長周仏海を仲介者とする和平工作。
- 日本軍今井武夫参謀副長と中国国民軍何柱国（中国語版）上将との和平協議。
- 水谷川忠麿男爵（近衛文麿の異母弟）と中国国際問題研究所何世禎との和平工作。
- 駐日スウェーデン公使ウィダー・バッゲ（英語版）を仲介者とするイギリスとの和平工作。また、小野寺信駐在武官もドイツの親衛隊諜報部門の統括責任者であるヴァルター・シェレンベルクと共にスウェーデン王室との間で独自の工作を行った[90][91]。だが、ソ連との交渉に専念したい東郷の意向で延期されたまま終戦を迎えた[92]。
- スイスにおけるアメリカ戦略事務局のアレン・ダレスを仲介者とした岡本清福陸軍武官・加瀬俊一公使や藤村義朗海軍武官らによる和平工作[93][94][95]。

これらはいずれも和平条件の問題や日本側による仲介者への不信、時機などから、実現には至らなかった。

## 軍の降伏
日本軍は、各地域でGHQに対する降伏と降伏式を行った。降伏先の指定は1945年9月2日の降伏文書調印直後に「一般命令第一号」としてGHQから発令された。

### 本土
- 青森県：9月9日、海軍大湊警備府司令長官の宇垣完爾、陸軍50軍司令官の星野利元、県知事の金井元彦らが大湊湾洋上のアメリカ軍艦パミナント上で占領命令書に署名している[96]。アメリカ軍側は9月2日に日本と連合国の降伏文書調印を踏まえ、24時間以内に北海道と北東北を管轄する同警備府が武装解除することなどを命じている。

### 沖縄
- 9月7日に南西諸島の日本軍を代表し、第28師団司令官納見敏郎中将、高田利貞少将、加藤唯雄海軍少将の3名が、沖縄戦降伏文書に調印し、アメリカ側のジョセフ・スティルウェル陸軍大将が日本軍の降伏を受諾し署名を行い、沖縄戦が公式に終結した[97][98][注釈 4]。

### 外地・大陸・南方
- 京城：
- 南京：9月9日、中央軍官学校大会堂にて。日本軍代表は支那派遣軍岡村寧次大将、連合軍代表は中国戦区陸軍総司令何応欽一級上将。
- 青島：10月25日、匯泉路競馬場にて。日本側代表は独立混成第5旅団長長野栄二少将[99]、連合軍代表は米海兵隊第6師団長レミュエル・C・シェファード・ジュニア（英語版）少将、軍政部膠済区接收特派員陳宝倉（中国語版）中将。
- 香港：9月16日、日本側代表は香港防衛隊長岡田梅吉陸軍少将、第二遣支艦隊司令長官藤田類太郎海軍中将。連合軍代表はイギリス軍セシル・ハーコート（英語版）少将、中国国民軍潘華国（中国語版）少将。
- バギオ（ルソン島）：9月3日、キャンプジョンヘイ敷地内にて。日本軍代表は第14方面軍司令官山下奉文大将、南西方面艦隊司令長官大川内傳七中将。連合軍代表は米陸軍太平洋西部陸軍副司令エドモンド・H・レヴィ少将[100]。
- ラバウル：9月6日、イギリス軍艦グローリーにて。日本軍代表は第8方面軍司令官今村均大将及び南東方面艦隊司令長官草鹿任一中将、連合軍代表は豪陸軍第1軍司令官ヴァーノン・スターディー（英語版）中将[101]。
- シンガポール：9月12日、市庁舎（英語版）にて。日本側代表は第7方面軍司令官板垣征四郎大将、連合軍代表はルイス・マウントバッテン元帥。
- スマトラ：チェンバーズ（H. M. Chambers）率いる第26インド師団（26th Indian Division）が10月13日、パダンに上陸、10月21日の3時30分（GMT）、スマトラを統治した第25軍が市庁舎で降伏文書に署名した。25軍の司令官、田辺盛武が陸軍を代表、第9特別根拠地隊司令官の広瀬末人が海軍を代表した。英印軍はセイヤーズ（Sayers）大尉が海軍を代表、チェンバーズが陸軍を代表した。
- ニューギニア
- ボルネオ：9月10日にラブアンの第9師団本部にて、日本側代表は第37軍司令官馬場正郎中将、連合軍代表はオーストラリア第9師団（英語版）長ジョージ・ウートン（英語版）少将。

太平洋戦域各地の降伏式
- オーストラリアの第6師団（英語版）ホレス・ロバートソン少将に軍刀を引き渡す安達二十三第18軍司令官（ニューギニア島）
- 降伏の条項を聴く戒田達一戦車第4連隊連隊長（ティモール島のHMASモーズビー（英語版）艦上）
- 中央軍官学校大会堂での降伏式の日華両国代表（9月9日）
- 安藤利吉台湾総督の降伏を受諾する中国の陳儀台湾省行政長官
- 日本軍の降伏文書に署名する神田正種第17軍司令官（ブーゲンビル島）
- イギリス海軍の中尉に軍刀を引き渡す日本海軍の将校（サイゴンの降伏式）
- 青島の降伏式にて、レミュエル・C・シェファード・ジュニア（英語版）少将と陳宝倉中将に軍刀を差し出す長野栄二少将
- シンガポールでの降伏式に臨む第7方面軍司令部要員（9月12日）
- 降伏文書に署名する第15根拠地隊司令・魚住治策少将（9月12日、ペナン島）
- ラブアンにてジョージ・ウートン（英語版）少将に降伏文書を渡す第37軍参謀（参謀長の黒田茂少将と思われる）
- カパンダ（英語版）甲板にてトム・イースティック（英語版）准将に軍刀を差し出すクチン独立混成第71旅団長山村兵衛少将（9月11日）
- セルウィン・ポーター（英語版）准将に軍刀を差し出す独立混成第56旅団長・明石泰二郎少将（9月17日、英領北ボルネオ）

### 史伝資料
- 外務省編「終戦史録」 同刊行会, 新版1997ほか。初刊：新聞月鑑社, 1952
  - 改訂版「終戦史録」 北洋社（全6巻・別巻[102]）, 1977-78
- 外務省編「日本の選択　第二次世界大戦 終戦史録」 山手書房新社（3巻組）, 1990
- 外務省編「初期対日占領政策　朝海浩一郎報告書」毎日新聞社（上下）, 1978-79
- 江藤淳監修、栗原健・波多野澄雄編「終戦工作の記録」、講談社文庫（上下）, 1986
- 江藤淳編・波多野澄雄解題「占領史録」（全4巻）、講談社, 1981-82／講談社学術文庫, 1989、文庫新版（上下）, 1995
- 林茂・辻清明編「日本内閣史録 5」第一法規, 1981（全6巻）
- 鹿島平和研究所編「日本外交史 25 大東亜戦争・終戦外交」 松本俊一監修, 1972
- 同上「日本外交史 26 終戦から講和」 鈴木九萬監修, 1973 - 各・鹿島出版会（新版）
- 中尾裕次編「昭和天皇発言記録集成」 芙蓉書房出版（上下）, 2003
- 参謀本部所蔵 「敗戦の記録」 原書房, 1967、新版1989、2005
- 森松俊夫監修「『大本營陸軍部』大陸命・大陸指総集成 10巻」エムティ出版, 1994
- 防衛庁防衛研修所戦史室「大本營陸軍部10　昭和二十年八月まで」朝雲新聞社, 1975
- 軍事史学会編「大本営陸軍部戦争指導班 機密戦争日誌」錦正社（上下）, 1998／新編合本2008
- 佐藤元英・黒沢文貴編「GHQ歴史課陳述録　終戦史資料」原書房（上下）, 2002
- 『日本外交文書 太平洋戦争』 六一書房（全3巻）, 2010 - 各・外務省外交史料館編
  - 『日本外交文書　占領期』 六一書房（全3巻）, 2017-18
  - 『日本外交文書　占領期 関係調書集』 六一書房, 2019

### 日記・回想録
- 「鈴木貫太郎自伝」 鈴木一編、時事通信社, 1968、新版1985[103]
  - 日本図書センター〈人間の記録〉, 1997 / 中公クラシックス, 2013（小堀桂一郎解説）
- 鈴木貫太郎伝記編纂委員会編「鈴木貫太郎伝」鈴木貫太郎伝記編纂委員会, 1960
  - 新版「歴代総理大臣伝記叢書32　鈴木貫太郎」ゆまに書房, 2006
- 「東久邇日記　日本激動期の秘録」徳間書店, 1968
  - 東久邇稔彦「一皇族の戦争日記」日本週報社, 1957 /「私の記録」東方書房, 1947
- 東郷茂徳「時代の一面　東郷茂徳外交手記」 改造社, 1952 / 原書房, 新版2005 / 中公文庫, 新版2021
- 迫水久常「機関銃下の首相官邸　二・二六事件から終戦まで」 恒文社, 1964、新版1986 / ちくま学芸文庫, 2011
- 迫水久常「大日本帝国最後の四か月」 オリエント書房, 1973 / 河出文庫, 2015、新版2025
- 下村海南「終戦秘史」 講談社, 1950 / 講談社学術文庫, 1985
- 藤田尚徳「侍従長の回想」 講談社, 1961 / 中公文庫, 1987 / 講談社学術文庫, 2015
- 細川護貞「細川日記」 中央公論社（新版）, 1978 / 中公文庫（上下）, 1979、改版2002
- 重光葵「重光葵手記」（正・続） 中央公論社, 1986-88
- 重光葵「昭和の動乱」（上・下） 中央公論社, 1952 / 中公文庫, 2001
- 重光葵「外交回想録」 毎日新聞社, 1953、新版1978 / 日本図書センター, 1997 / 中公文庫, 2011
- 岡崎勝男「戦後二十年の遍歴」 中公文庫, 1999。初刊・私家版
- 木戸幸一「木戸幸一日記」 東京大学出版会（上・下）, 1966
- 「証言・私の昭和史5　終戦前後」聞き手三國一郎、旺文社文庫、文春文庫（新版）, 1989
- 「もう一つの戦後史」聞き手江藤淳、講談社, 1978[104]
- 「証言記録 太平洋戦争　終戦への決断」サンケイ新聞社「第二次世界大戦ブックス」, 1975
- 富田健治「敗戦日本の内側」古今書院, 1962
  - 「近衛文麿と日米開戦――内閣書記官長が残した『敗戦日本の内側』」祥伝社新書, 2019。川田稔解説
- 松村謙三「三代回顧録」東洋経済新報社, 1964 / 新版・吉田書店、2021。武田知己編
- 高松宮宣仁親王「高松宮日記」中央公論社（全8巻）, 1995-97
- 「河辺虎四郎回想録 市ヶ谷台から市ヶ谷台へ」 時事通信社, 1962 / 毎日新聞社, 1979
- 保科善四郎「大東亜戦争秘史 失われた和平工作」原書房, 1975
- 「最後の参謀総長 梅津美治郎」同刊行会編、芙蓉書房, 1976
- 有末精三「終戦秘史　有末機関長の手記」 芙蓉書房, 1987（新版）
- 宮崎周一「大本営陸軍部作戦部長　宮崎周一中将日誌」 錦正社, 2003
- 豊田副武「最後の帝国海軍」 世界の日本社, 1950 / 中公文庫, 2017
- 富岡定俊「開戦と終戦」毎日新聞社, 1968 / 中公文庫, 2018
- 高木惣吉「自伝的日本海軍始末記 続篇」光人社, 1979
- 藤田信勝「敗戦以後」秋田屋, 1947 / リーダーズノート新書, 2011

### 歴史書・伝記
- 半藤一利「決定版 日本のいちばん長い日」 文藝春秋, 1995、文春文庫, 2006
- 半藤一利「聖断　昭和天皇と鈴木貫太郎」 文藝春秋, 1985／PHP文庫（新版）, 2006
- 小堀桂一郎「宰相鈴木貫太郎」 文藝春秋, 1982、文春文庫, 1987
  - 「鈴木貫太郎　用うるに玄黙より大なるはなし」ミネルヴァ書房〈日本評伝選〉, 2016。増訂版
- 波多野澄雄「宰相鈴木貫太郎の決断　「聖断」と戦後日本」岩波書店〈岩波現代全書〉, 2015
- 萩原延壽「東郷茂徳　伝記と解説」 原書房, 2005（新版）／朝日新聞社, 2008
- 東郷茂彦「祖父東郷茂徳の生涯」 文藝春秋, 1993
- 豊田穣「孤高の外相 重光葵」 講談社, 1990
- 渡辺行男「重光葵　上海事変から国連加盟まで」中公新書, 1996
- 実松譲「米内光政正伝」光人社, 2009（新版）
- 「海軍大将米内光政覚書　太平洋戦争終結の真相」実松譲編、産経NF文庫, 2022。元版：光人社
- 「昭和史の天皇」 中公文庫（1-4）, 2012。元版：読売新聞社（全30巻）, 1980完結
  - 「天皇の終戦　激動の227日」 読売新聞社, 1988 - 上記の再編版
- 入江隆則「敗者の戦後」 中央公論社〈中公叢書〉, 1989／文春学藝ライブラリー（文庫新版）, 2015
- 長谷川毅「暗闘　スターリン、トルーマンと日本降伏」 中央公論新社, 2006／みすず書房, 2023
- 仲晃「黙殺　ポツダム宣言の真実と日本の運命」 NHKブックス（上下）, 2000
- 五百旗頭真「占領期　首相たちの新日本」 読売新聞社〈20世紀の日本3〉, 1997／講談社学術文庫, 2007
- 五百旗頭真「日本の近代6　戦争・占領・講和　1941〜1955」 中央公論新社, 2001、中公文庫, 2013
- 戸部良一「日本の近代9　逆説の軍隊」 中央公論新社, 1998、中公文庫, 2012
- 児島襄「天皇5　帝国の終焉」 カゼット出版（新版 全5巻）, 2007
- 芦田均「第二次世界大戦外交史」岩波文庫（上下）, 2015（新版）。解説井上寿一
- ジョン・トーランド「大日本帝国の興亡5 平和への道」 毎日新聞社外信部訳、ハヤカワ文庫（全5巻）、2015（新版）
- レスター・ブルークス「終戦秘話　一つの帝国を終わらせた秘密闘争」井上勇訳、時事通信社, 1968、新版1985。原題はBehind Japan's surrender
- ルイ・アレン「日本軍が銃をおいた日　太平洋戦争の終焉」長尾睦也・寺村誠一訳、早川書房, 1976、改訂新版2022

### 個別研究
- 五百旗頭真『日米戦争と戦後日本』（新版）講談社学術文庫、2005年。
- 保阪正康『新版 敗戦前後の日本人』朝日文庫、2007年。
- アービン・クックス 著、加藤俊平 訳『天皇の決断　昭和20年8月15日』サンケイ新聞社〈第二次世界大戦ブックス〉、1971年。
- 遠山茂樹、今井清一、藤原彰『昭和史（新版）』岩波新書、1959年。
- 纐纈厚『日本降伏　迷走する戦争指導の果てに』日本評論社、2013年。
- 加藤聖文『「大日本帝国」崩壊 東アジアの1945年』中公新書、2009年7月。ISBN 4-12-102015-4。
- 趙景達『植民地朝鮮と日本』岩波新書、2013年。
- 若林正丈『台湾　変容し躊躇するアイディンティティ』ちくま新書、2001年。
- 小倉貞男『物語ヴェトナムの歴史 一億人国家のダイナミズム』中公新書、1997年7月。ISBN 4-12-101372-7。
- 小林英夫『日本軍政下のアジア』岩波新書、1993年。
- 中野聡 著「植民地統治と南方軍政―帝国・日本の解体と東南アジア」、編集委員倉沢愛子ほか 編『岩波講座アジア・太平洋戦争 第7巻　支配と暴力』岩波書店、2006年。
- 千々石泰明著、『戦争はいかに終結したか　二度の大戦からベトナム、イラクまで』、2021年、中央公論新社。ISBN 978-4-12-102652-1

### 辞典・事典項目
- 師岡佑行「終戦工作」-「社会科学大事典 10」鹿島研究所出版会, 1969
- 波多野澄雄「終戦工作」-「国史大辞典 7」吉川弘文館, 1986
- 木坂順一郎「終戦工作」-「日本史大事典 3」平凡社, 1993

### その他
- 『消えた潜水艦とたった一人の和平工作』（日本テレビ「知ってるつもり?!」2002年5月28日放送分）